# Primera División 'A' (Mexiko)/Statistik
Nachstehend finden sich Statistiken zu den Mannschaften, Abschlusstabellen und Lizenzverschiebungen der zwischen 1994/95 und 2008/09 bestehenden Primera División 'A', der seinerzeit zweithöchsten Spielklasse im mexikanischen Fußball. Die in der jeweiligen Saison letztmals antretenden Mannschaften wurden in den Tabellen mit einem rötlichen Hintergrund markiert, neu hinzugekommene Mannschaften mit einem grünen Hintergrund. Mannschaften, die nur für eine Spielzeit in der Liga vertreten waren, sind mit einem gelben Hintergrund gekennzeichnet.

## Saison 1994/95
Die Eröffnungssaison 1994/95 wurde mit 15 Mannschaften ausgetragen. Im Saisonfinale setzte sich Atlético Celaya mit 0:0 und 1:0 gegen Pachuca durch.
|     | Verein                   | Sp | G  | U  | V  | Tore  | Punkte | Anmerkungen                                            |
| --- | ------------------------ | -- | -- | -- | -- | ----- | ------ | ------------------------------------------------------ |
| 01. | CF Pachuca               | 28 | 15 | 7  | 6  | 66:33 | 37-19  |                                                        |
| 02. | Atlético Celaya          | 28 | 11 | 11 | 6  | 37:28 | 33-23  | Meister und Aufsteiger in die Primera División         |
| 03. | Atlético San Francisco   | 28 | 13 | 7  | 8  | 35:29 | 33-23  |                                                        |
| 04. | Real San Luis            | 28 | 14 | 5  | 9  | 39:38 | 33-23  |                                                        |
| 05. | Inter de Tijuana         | 28 | 11 | 8  | 9  | 35:28 | 30-26  |                                                        |
| 06. | CD Irapuato              | 28 | 11 | 8  | 9  | 37:35 | 30-26  |                                                        |
| 07. | Marte Morelos            | 28 | 12 | 5  | 11 | 42:34 | 29-27  |                                                        |
| 08. | U.A. de Querétaro        | 28 | 8  | 13 | 7  | 29:25 | 29-27  | Verkauf der Lizenz an die Gallos Blancos de Hermosillo |
| 09. | CF La Piedad             | 28 | 8  | 12 | 8  | 35:33 | 28-28  |                                                        |
| 10. | Guerreros de Acapulco    | 28 | 10 | 7  | 11 | 29:40 | 27-29  |                                                        |
| 11. | CD Zacatepec             | 28 | 10 | 6  | 12 | 44:41 | 26-30  |                                                        |
| 12. | Atlético Yucatán         | 28 | 9  | 7  | 12 | 39:45 | 25-31  |                                                        |
| 13. | Deportivo Tepic          | 28 | 8  | 7  | 13 | 29:41 | 23-33  |                                                        |
| 14. | Gallos de Aguascalientes | 28 | 4  | 13 | 11 | 27:44 | 21-35  | Verkauf der Lizenz an Saltillo Soccer                  |
| 15. | Caimanes de Tabasco      | 28 | 3  | 10 | 15 | 19:50 | 16-40  | Absteiger in die Segunda División                      |

## Saison 1995/96
In Ermangelung einer vorliegenden Tabelle werden die teilnehmenden Mannschaften in alphabetischer Reihenfolge aufgeführt. Im Saisonfinale setzte sich Pachuca mit dem Gesamtergebnis von 4:2 (beide Spiele wurden 2:1 gewonnen) gegen die Gallos Blancos de Hermosillo durch.
|     | Verein                       | Anmerkungen                                             |
| --- | ---------------------------- | ------------------------------------------------------- |
| 01. | Cruz Azul Hidalgo            | Aufsteiger aus der Segunda División                     |
| 02. | Gallos Blancos de Hermosillo | Rückzug des Franchise am Saisonende                     |
| 03. | Guerreros de Acapulco        |                                                         |
| 04. | Inter de Tijuana             |                                                         |
| 05. | Irapuato                     |                                                         |
| 06. | La Piedad                    |                                                         |
| 07. | Marte Morelos                |                                                         |
| 08. | Pachuca                      | Meister und Aufsteiger in die Primera División          |
| 09. | Saltillo Soccer              | auch bekannt als Coyotes de Saltillo                    |
| 10. | San Francisco                |                                                         |
| 11. | San Luis                     |                                                         |
| 12. | Tampico-Madero FC            | Neue Mannschaft durch Erweiterung der Liga auf 16 Teams |
| 13. | Tepic                        | Absteiger in die Segunda División                       |
| 14. | U.A.T.                       | Absteiger aus der Primera División                      |
| 15. | Yucatán                      |                                                         |
| 16. | Zacatepec                    |                                                         |

## Invierno 1996
Mit Beginn der Saison 1996/97 wurde die Meisterschaft in Mexiko für die erste und zweite Liga insofern umgestellt, als Hin- und Rückrunde unabhängig voneinander ausgetragen werden und pro Halbsaison ein Meister ermittelt wird. Die Hinrunde wurde zunächst als Invierno (dt. Winter) und später als Apertura (Eröffnung) bezeichnet, die Rückrunde als Verano (Sommer) und später als Clausura (Schließung). Es steigt aber weiterhin nur eine Mannschaft pro Saison auf und in den Aufstiegsfinals stehen sich die beiden Meister der Vor- und Rückrunde gegenüber. Gewinnt, wie in der Saison 1996/97 die UANL Tigres, eine Mannschaft beide Turniere, ist sie automatisch aufgestiegen.
Das Finale des Hinrundenturniers gewannen die Tigres mit dem Gesamtergebnis von 3:1 (Hinspiel 0:1, Rückspiel 3:0) gegen Atlético Hidalgo.
|     | Verein                     | Sp | G  | U | V  | Tore  | Punkte | Anmerkungen                                   |
| --- | -------------------------- | -- | -- | - | -- | ----- | ------ | --------------------------------------------- |
| 01. | UANL Tigres                | 16 | 11 | 2 | 3  | 29:12 | 35     | Absteiger aus der Primera División            |
| 02. | CD Irapuato                | 16 | 8  | 3 | 5  | 16:13 | 27     |                                               |
| 03. | Marte Morelos              | 16 | 7  | 5 | 4  | 25:18 | 26     |                                               |
| 04. | UAT Correcaminos           | 16 | 7  | 5 | 4  | 20:17 | 26     |                                               |
| 05. | Real Sociedad de Zacatecas | 16 | 6  | 7 | 3  | 24:17 | 25     | Neue Mannschaft aufgrund Erweiterung der Liga |
| 06. | Atlético Hidalgo           | 16 | 7  | 4 | 5  | 21:15 | 25     | Neue Mannschaft aufgrund Erweiterung der Liga |
| 07. | Tampico-Madero FC          | 16 | 7  | 4 | 5  | 16:18 | 25     |                                               |
| 08. | Real San Luis              | 16 | 7  | 3 | 6  | 26:21 | 24     |                                               |
| 09. | Saltillo Soccer            | 16 | 6  | 6 | 4  | 20:15 | 24     |                                               |
| 10. | CF La Piedad               | 16 | 5  | 5 | 6  | 20:22 | 20     |                                               |
| 11. | Atlético Yucatán           | 16 | 5  | 5 | 6  | 13:16 | 20     |                                               |
| 12. | Cruz Azul Hidalgo          | 16 | 5  | 4 | 7  | 21:20 | 19     |                                               |
| 13. | CD Zacatepec               | 16 | 4  | 5 | 7  | 14:22 | 17     |                                               |
| 14. | Tigrillos de la UNL1       | 16 | 4  | 4 | 8  | 21:21 | 16     | Aufsteiger aus der Segunda División           |
| 15. | Guerreros de Acapulco      | 16 | 4  | 3 | 9  | 17:27 | 15     |                                               |
| 16. | Inter de Tijuana           | 16 | 4  | 3 | 9  | 16:26 | 15     |                                               |
| 17. | Atlético San Francisco     | 16 | 4  | 2 | 10 | 10:19 | 14     |                                               |

1Filialteam der UANL Tigres

## Verano 1997
Im Finale setzten sich die UANL Tigres mit dem Gesamtergebnis von 4:1 (Hinspiel 0:1, Rückspiel 4:0) gegen die UAT Correcaminos durch und schafften als Meister beider Turniere den unmittelbaren Wiederaufstieg.
|     | Verein                     | Sp | G  | U | V  | Tore  | Punkte | Anmerkungen                               |
| --- | -------------------------- | -- | -- | - | -- | ----- | ------ | ----------------------------------------- |
| 01. | UAT Correcaminos           | 16 | 10 | 4 | 2  | 28:16 | 34     |                                           |
| 02. | UANL Tigres                | 16 | 9  | 6 | 1  | 42:20 | 33     | Aufsteiger in die Primera División        |
| 03. | Atlético Hidalgo           | 16 | 9  | 4 | 3  | 33:27 | 31     | Verkauf der Lizenz an Atlético Mexiquense |
| 04. | Cruz Azul Hidalgo          | 16 | 8  | 3 | 5  | 29:20 | 27     |                                           |
| 05. | Saltillo Soccer            | 16 | 7  | 5 | 4  | 24:19 | 26     |                                           |
| 06. | Tigrillos de la UNL        | 16 | 7  | 5 | 4  | 21:16 | 26     |                                           |
| 07. | CD Zacatepec               | 16 | 7  | 3 | 6  | 21:23 | 24     |                                           |
| 08. | Atlético Yucatán           | 16 | 6  | 4 | 6  | 19:21 | 22     |                                           |
| 09. | CD Irapuato                | 16 | 4  | 8 | 4  | 26:19 | 20     |                                           |
| 10. | Tampico-Madero FC          | 16 | 6  | 2 | 8  | 24:29 | 20     |                                           |
| 11. | Real Sociedad de Zacatecas | 16 | 4  | 5 | 7  | 27:25 | 17     |                                           |
| 12. | Atlético San Francisco     | 16 | 4  | 5 | 7  | 26:30 | 17     |                                           |
| 13. | Real San Luis              | 16 | 3  | 8 | 5  | 25:32 | 17     |                                           |
| 14. | CF La Piedad               | 16 | 3  | 6 | 7  | 26:34 | 15     |                                           |
| 15. | Guerreros de Acapulco      | 16 | 3  | 6 | 7  | 17:32 | 15     | Verkauf der Lizenz an Chivas Tijuana      |
| 16. | Marte Morelos              | 16 | 2  | 6 | 8  | 23:28 | 12     |                                           |
| 17. | Inter de Tijuana           | 16 | 2  | 4 | 10 | 13:32 | 10     | Absteiger in die Segunda División         |

## Invierno 1997
Das Finale gewann Pachuca mit dem Gesamtergebnis von 2:1 (Hinspiel 2:1, Rückspiel 0:0) gegen Zacatecas.
|     | Verein                     | Sp | G  | U  | V  | Tore  | Punkte | Anmerkungen                                   |
| --- | -------------------------- | -- | -- | -- | -- | ----- | ------ | --------------------------------------------- |
| 01. | Atlético Mexiquense        | 20 | 15 | 2  | 3  | 46:22 | 47     | Lizenzerwerb von Atlético Hidalgo             |
| 02. | Real Sociedad de Zacatecas | 20 | 11 | 5  | 4  | 38:26 | 38     |                                               |
| 03. | Atlético Yucatán           | 20 | 10 | 6  | 4  | 33:20 | 36     |                                               |
| 04. | CF Pachuca                 | 20 | 8  | 11 | 1  | 36:26 | 35     | Absteiger aus der Primera División            |
| 05. | Tampico-Madero FC          | 20 | 8  | 9  | 3  | 32:25 | 33     |                                               |
| 06. | CD Zacatepec               | 20 | 10 | 2  | 8  | 40:31 | 32     |                                               |
| 07. | CD Irapuato                | 20 | 9  | 5  | 6  | 27:23 | 32     |                                               |
| 08. | Saltillo Soccer            | 20 | 8  | 6  | 6  | 27:22 | 30     |                                               |
| 09. | UAT Correcaminos           | 20 | 8  | 6  | 6  | 31:30 | 30     |                                               |
| 10. | Bachilleres de Guadalajara | 20 | 7  | 5  | 8  | 28:29 | 26     | Aufsteiger aus der Segunda División           |
| 11. | Real San Luis              | 20 | 6  | 7  | 7  | 21:28 | 25     |                                               |
| 12. | Cruz Azul Hidalgo          | 20 | 7  | 4  | 9  | 26:34 | 25     |                                               |
| 13. | Tigrillos de la UNL        | 20 | 6  | 6  | 8  | 27:28 | 24     |                                               |
| 14. | Unión de Curtidores        | 20 | 5  | 7  | 8  | 22:23 | 22     | Neue Mannschaft aufgrund Erweiterung der Liga |
| 15. | Jaguares de Colima         | 20 | 5  | 7  | 8  | 25:27 | 22     | Neue Mannschaft aufgrund Erweiterung der Liga |
| 16. | Atlético San Francisco     | 20 | 6  | 2  | 12 | 30:30 | 20     |                                               |
| 17. | CF Cuautitlán              | 20 | 4  | 7  | 9  | 24:32 | 19     | Neue Mannschaft aufgrund Erweiterung der Liga |
| 18. | Chivas Tijuana             | 20 | 4  | 7  | 9  | 23:33 | 19     | Erwerb der Lizenz der Guerreros de Acapulco   |
| 19. | Halcones de Querétaro      | 20 | 5  | 4  | 11 | 24:38 | 19     | Neue Mannschaft aufgrund Erweiterung der Liga |
| 20. | CF La Piedad               | 20 | 4  | 7  | 9  | 25:42 | 19     |                                               |
| 21. | Marte Morelos              | 20 | 4  | 5  | 11 | 22:37 | 17     |                                               |

## Verano 1998
Im Finale setzten sich die Tigrillos de la UNL mit dem Gesamtergebnis von 4:3 (Hinspiel 1:3, Rückspiel 3:0) gegen Zacatepec durch. Das Gesamtsaisonfinale gewann Pachuca gegen die Tigrillos und schaffte somit den unmittelbaren Wiederaufstieg in die erste Liga.
|     | Verein                     | Sp | G  | U  | V  | Tore  | Punkte | Anmerkungen                                    |
| --- | -------------------------- | -- | -- | -- | -- | ----- | ------ | ---------------------------------------------- |
| 01. | Real San Luis              | 20 | 10 | 9  | 1  | 34:15 | 39     |                                                |
| 02. | Tigrillos de la UNL        | 20 | 10 | 6  | 4  | 34:22 | 36     |                                                |
| 03. | Saltillo Soccer            | 20 | 10 | 6  | 4  | 27:18 | 36     |                                                |
| 04. | Atlético Yucatán           | 20 | 10 | 6  | 4  | 28:23 | 36     |                                                |
| 05. | CD Zacatepec               | 20 | 8  | 9  | 3  | 33:19 | 33     |                                                |
| 06. | CF La Piedad               | 20 | 9  | 6  | 5  | 28:26 | 33     |                                                |
| 07. | CF Pachuca                 | 20 | 9  | 5  | 6  | 27:23 | 32     | Meister und Aufsteiger in die Primera División |
| 08. | UAT Correcaminos           | 20 | 8  | 6  | 6  | 27:18 | 30     |                                                |
| 09. | Cruz Azul Hidalgo          | 20 | 6  | 9  | 5  | 30:30 | 27     |                                                |
| 10. | Real Sociedad de Zacatecas | 20 | 5  | 10 | 5  | 22:25 | 25     |                                                |
| 11. | Unión de Curtidores        | 20 | 6  | 7  | 7  | 31:37 | 25     |                                                |
| 12. | Halcones de Querétaro      | 20 | 5  | 9  | 6  | 37:30 | 24     |                                                |
| 13. | CD Irapuato                | 20 | 6  | 6  | 8  | 31:34 | 24     |                                                |
| 14. | Atlético Mexiquense        | 20 | 5  | 9  | 6  | 28:28 | 24     |                                                |
| 15. | Bachilleres de Guadalajara | 20 | 4  | 9  | 7  | 27:29 | 21     |                                                |
| 16. | Tampico-Madero FC          | 20 | 4  | 8  | 8  | 24:27 | 20     | Rückzug und Reduzierung der Liga auf 20 Teams  |
| 17. | Chivas Tijuana             | 20 | 4  | 8  | 8  | 26:35 | 20     |                                                |
| 18. | CF Cuautitlán              | 20 | 3  | 9  | 8  | 28:33 | 18     |                                                |
| 19. | Atlético San Francisco     | 20 | 2  | 12 | 6  | 27:33 | 18     |                                                |
| 20. | Jaguares de Colima         | 20 | 4  | 6  | 10 | 21:35 | 18     |                                                |
| 21. | Marte Morelos              | 20 | 2  | 6  | 12 | 15:47 | 12     | Absteiger in die Segunda División              |

## Invierno 1998
Das Meisterschaftsfinale gewann Atlético Yucatán mit dem Gesamtergebnis von 1:0 (Hinspiel 0:0, Rückspiel 1:0) gegen Chivas Tijuana.
|     | Verein                     | Sp | G  | U  | V  | Tore  | Punkte | Anmerkungen                         |
| --- | -------------------------- | -- | -- | -- | -- | ----- | ------ | ----------------------------------- |
| 01. | Gallos de Aguascalientes   | 19 | 11 | 3  | 5  | 33:30 | 36     | Aufsteiger aus der Segunda División |
| 02. | CD Irapuato                | 19 | 10 | 5  | 4  | 47:32 | 35     |                                     |
| 03. | Atlético Yucatán           | 19 | 10 | 4  | 5  | 36:32 | 34     |                                     |
| 04. | Cruz Azul Hidalgo          | 19 | 8  | 7  | 4  | 34:29 | 31     |                                     |
| 05. | CD Veracruz                | 19 | 8  | 6  | 5  | 40:31 | 30     | Absteiger aus der Primera División  |
| 06. | UAT Correcaminos           | 19 | 7  | 7  | 5  | 30:29 | 28     |                                     |
| 07. | San Luis FC                | 19 | 7  | 6  | 6  | 40:29 | 27     |                                     |
| 08. | Chivas Tijuana             | 19 | 7  | 6  | 6  | 27:28 | 27     |                                     |
| 09. | Bachilleres de Guadalajara | 19 | 7  | 5  | 7  | 29:32 | 26     |                                     |
| 10. | Unión de Curtidores        | 19 | 6  | 7  | 6  | 31:29 | 25     |                                     |
| 11. | CD Zacatepec               | 19 | 5  | 9  | 5  | 41:39 | 24     |                                     |
| 12. | Atlético San Francisco     | 19 | 6  | 6  | 7  | 22:26 | 24     |                                     |
| 13. | Real Sociedad de Zacatecas | 19 | 6  | 5  | 8  | 36:39 | 23     |                                     |
| 14. | Jaguares de Colima         | 19 | 7  | 2  | 10 | 27:32 | 23     |                                     |
| 15. | CF Cuautitlán              | 19 | 6  | 3  | 10 | 32:37 | 21     |                                     |
| 16. | Tigrillos de la UNL        | 19 | 4  | 8  | 7  | 23:23 | 20     |                                     |
| 17. | Halcones de Querétaro      | 19 | 2  | 14 | 3  | 26:30 | 20     |                                     |
| 18. | CF La Piedad               | 19 | 5  | 5  | 9  | 30:39 | 20     |                                     |
| 19. | Atlético Mexiquense        | 19 | 4  | 7  | 8  | 31:39 | 19     |                                     |
| 20. | Saltillo Soccer            | 19 | 3  | 7  | 9  | 25:35 | 16     |                                     |

## Verano 1999
Unión de Curtidores gewann die Finalspiele des Turniers mit 1:1 und 2:1 n. V. gegen Cruz Azul Hidalgo.
Im Gesamtsaison- und Aufstiegsfinale setzte sich Unión de Curtidores mit dem Gesamtergebnis von 7:1 (Hinspiel 2:0, Rückspiel 5:1) gegen Atlético Yucatán durch. Der sportliche Absteiger aus der Primera División, Puebla, erwarb die Lizenz von UC und entging somit dem Abstieg. Weil die Mannschaft von UC (unfreiwillig) zur Rettung des Stadtrivalen León transferiert wurde, startete UC in der folgenden Saison auch nicht in der zweiten Liga und ihre Lizenz wurde von Ángeles de Puebla übernommen (vgl. hierzu: Die mexikanische Saison 1998/99 bei RSSSF).
|     | Verein                     | Sp | G  | U | V  | Tore  | Punkte | Anmerkungen                                                     |
| --- | -------------------------- | -- | -- | - | -- | ----- | ------ | --------------------------------------------------------------- |
| 01. | Unión de Curtidores        | 19 | 11 | 4 | 4  | 33:23 | 37     | Aufsteiger in die Primera División, Lizenz an Ángeles de Puebla |
| 02. | CD Zacatepec               | 19 | 11 | 0 | 8  | 29:26 | 36     |                                                                 |
| 03. | Cruz Azul Hidalgo          | 19 | 9  | 5 | 5  | 37:23 | 32     |                                                                 |
| 04. | CD Irapuato                | 19 | 9  | 5 | 5  | 35:22 | 32     |                                                                 |
| 05. | CF La Piedad               | 19 | 9  | 5 | 5  | 22:26 | 32     |                                                                 |
| 06. | CF Cuautitlán              | 19 | 8  | 4 | 7  | 35:30 | 28     | Lizenzverkauf an Lobos UAP                                      |
| 07. | Chivas Tijuana             | 19 | 7  | 7 | 5  | 27:22 | 28     | Umbenennung in Nacional Tijuana                                 |
| 08. | Saltillo Soccer            | 19 | 8  | 4 | 7  | 23:24 | 28     |                                                                 |
| 09. | UAT Correcaminos           | 19 | 6  | 9 | 4  | 25:19 | 27     |                                                                 |
| 10. | Atlético Yucatán           | 19 | 7  | 6 | 6  | 24:20 | 27     |                                                                 |
| 11. | Gallos de Aguascalientes   | 19 | 7  | 4 | 8  | 27:32 | 25     |                                                                 |
| 12. | Jaguares de Colima         | 19 | 6  | 7 | 6  | 20:26 | 25     |                                                                 |
| 13. | Halcones de Querétaro      | 19 | 6  | 4 | 9  | 34:35 | 22     |                                                                 |
| 14. | Real Sociedad de Zacatecas | 19 | 7  | 1 | 11 | 30:35 | 22     |                                                                 |
| 15. | Atlético Mexiquense        | 19 | 6  | 4 | 9  | 28:39 | 22     |                                                                 |
| 16. | CD Veracruz                | 19 | 5  | 6 | 8  | 27:28 | 21     |                                                                 |
| 17. | Atlético San Francisco     | 19 | 5  | 6 | 8  | 20:31 | 21     | Absteiger in die Segunda División                               |
| 18. | Bachilleres de Guadalajara | 19 | 4  | 8 | 7  | 30:39 | 20     |                                                                 |
| 19. | Tigrillos de la UNL        | 19 | 5  | 4 | 10 | 23:21 | 19     | Umzug und Umbenennung in Tigres Juárez                          |
| 20. | San Luis FC                | 19 | 4  | 7 | 8  | 28:36 | 19     |                                                                 |

## Invierno 1999
Das Meisterschaftsfinale gewann Irapuato mit dem Gesamtergebnis von 5:3 (Hinspiel 3:1, Rückspiel 2:2) gegen Zacatepec.
|     | Verein                     | Sp | G  | U | V  | Tore  | Punkte | Anmerkungen                                   |
| --- | -------------------------- | -- | -- | - | -- | ----- | ------ | --------------------------------------------- |
| 01. | CD Zacatepec               | 19 | 10 | 6 | 3  | 39:22 | 36     |                                               |
| 02. | CD Irapuato                | 19 | 11 | 2 | 6  | 53:31 | 35     |                                               |
| 03. | Real San Luis              | 19 | 10 | 5 | 4  | 44:25 | 35     |                                               |
| 04. | Real Sociedad de Zacatecas | 19 | 10 | 4 | 5  | 37:26 | 34     |                                               |
| 05. | UAT Correcaminos           | 19 | 9  | 6 | 4  | 39:24 | 33     |                                               |
| 06. | Ángeles de Puebla          | 19 | 9  | 6 | 4  | 29:21 | 33     | Übernahme des Platzes von Unión de Curtidores |
| 07. | Cruz Azul Hidalgo          | 19 | 8  | 7 | 4  | 37:28 | 31     |                                               |
| 08. | Bachilleres de Guadalajara | 19 | 8  | 5 | 6  | 27:25 | 28     |                                               |
| 09. | CF La Piedad               | 19 | 7  | 4 | 8  | 32:32 | 25     |                                               |
| 10. | Atlético Mexiquense        | 19 | 6  | 7 | 6  | 29:29 | 25     |                                               |
| 11. | Jaguares de Colima         | 19 | 7  | 4 | 8  | 24:30 | 25     |                                               |
| 12. | Lobos UAP                  | 19 | 6  | 6 | 7  | 38:33 | 24     | Übernahme der Lizenz des CF Cuautitlán        |
| 13. | CD Veracruz                | 19 | 8  | 0 | 11 | 33:35 | 24     |                                               |
| 14. | Nacional Tijuana           | 19 | 6  | 6 | 7  | 30:42 | 24     | vormals Chivas Tijuana                        |
| 15. | Alacranes de Durango       | 19 | 5  | 8 | 6  | 23:30 | 23     | Aufsteiger aus der Segunda División           |
| 16. | Atlético Yucatán           | 19 | 6  | 4 | 9  | 24:36 | 22     |                                               |
| 17. | Saltillo Soccer            | 19 | 4  | 6 | 9  | 32:51 | 18     |                                               |
| 18. | Tigres Juárez              | 19 | 3  | 8 | 8  | 24:37 | 17     | vormals Tigrillos de la UANL                  |
| 19. | Gallos de Aguascalientes   | 19 | 3  | 6 | 10 | 25:44 | 15     |                                               |
| 20. | Halcones de Querétaro      | 19 | 2  | 4 | 13 | 29:47 | 10     |                                               |

## Verano 2000
In den Finalspielen des Sommerturniers konnte sich Irapuato nach zwei Spielen, die jeweils 2:2 endeten, erst im Elfmeterschießen mit 4:2 gegen Cruz Azul Hidalgo durchsetzen. Durch den Gewinn beider Turniere der Saison 1999/00 gelang Irapuato zugleich der Aufstieg in die erste Liga.
|     | Verein                     | Sp | G  | U | V  | Tore  | Punkte | Anmerkungen                                                 |
| --- | -------------------------- | -- | -- | - | -- | ----- | ------ | ----------------------------------------------------------- |
| 01. | Real San Luis              | 19 | 11 | 3 | 5  | 38:27 | 36     |                                                             |
| 02. | CD Irapuato                | 19 | 11 | 3 | 5  | 44:34 | 36     | Aufsteiger in die Primera División                          |
| 03. | Ángeles de Puebla          | 19 | 9  | 5 | 5  | 33:26 | 32     |                                                             |
| 04. | Cruz Azul Hidalgo          | 19 | 9  | 4 | 6  | 28:25 | 31     |                                                             |
| 05. | Halcones de Querétaro      | 19 | 8  | 6 | 5  | 27:22 | 30     | Vermeidung des Abstiegs durch Erwerb der Jaguares de Colima |
| 06. | CD Veracruz                | 19 | 7  | 7 | 5  | 32:24 | 28     |                                                             |
| 07. | Atlético Yucatán           | 19 | 7  | 7 | 5  | 28:27 | 28     |                                                             |
| 08. | Atlético Mexiquense        | 19 | 8  | 4 | 7  | 37:38 | 28     |                                                             |
| 09. | Tigres Juárez              | 19 | 7  | 6 | 6  | 27:26 | 27     |                                                             |
| 10. | CD Zacatepec               | 19 | 7  | 6 | 6  | 22:25 | 27     |                                                             |
| 11. | Lobos UAP                  | 19 | 6  | 8 | 5  | 39:35 | 26     |                                                             |
| 12. | Nacional Tijuana           | 19 | 7  | 5 | 7  | 23:21 | 26     |                                                             |
| 13. | UAT Correcaminos           | 19 | 6  | 6 | 7  | 38:30 | 24     |                                                             |
| 14. | Alacranes de Durango       | 19 | 6  | 5 | 8  | 24:27 | 23     |                                                             |
| 14. | Real Sociedad de Zacatecas | 19 | 5  | 8 | 6  | 24:27 | 23     |                                                             |
| 16. | Saltillo Soccer            | 19 | 5  | 5 | 9  | 27:32 | 20     |                                                             |
| 17. | Jaguares de Colima         | 19 | 5  | 4 | 10 | 26:37 | 19     | Umzug nach Querétaro, um Halcones den Abstieg zu ersparen   |
| 18. | CF La Piedad               | 19 | 5  | 4 | 10 | 28:41 | 19     |                                                             |
| 19. | Gallos de Aguascalientes   | 19 | 4  | 6 | 9  | 17:25 | 18     |                                                             |
| 20. | Bachilleres de Guadalajara | 19 | 2  | 8 | 9  | 18:31 | 14     |                                                             |

## Invierno 2000
Das Meisterschaftsfinale gewann Aguascalientes mit dem Gesamtergebnis von 6:4 (Hinspiel 1:1, Rückspiel 5:3) gegen La Piedad.
|     | Verein                     | Sp | G  | U | V  | Tore  | Punkte | Anmerkungen                                                     |
| --- | -------------------------- | -- | -- | - | -- | ----- | ------ | --------------------------------------------------------------- |
| 01. | CF La Piedad               | 19 | 13 | 3 | 3  | 41:18 | 42     |                                                                 |
| 02. | CD Veracruz                | 19 | 10 | 7 | 2  | 35:24 | 37     |                                                                 |
| 03. | Real Sociedad de Zacatecas | 19 | 11 | 4 | 4  | 29:22 | 37     |                                                                 |
| 04. | Potros Marte               | 19 | 10 | 6 | 3  | 42:26 | 36     | Aufsteiger aus der Segunda División (als Marte Morelos)         |
| 05. | Toros Neza                 | 19 | 8  | 8 | 3  | 31:21 | 32     | Absteiger aus der Primera División                              |
| 06. | Gallos de Aguascalientes   | 19 | 9  | 4 | 6  | 35:27 | 31     |                                                                 |
| 07. | Atlético Yucatán           | 19 | 8  | 7 | 4  | 29:24 | 31     |                                                                 |
| 08. | Nacional Tijuana           | 19 | 8  | 6 | 5  | 26:19 | 30     |                                                                 |
| 09. | Bachilleres de Guadalajara | 19 | 7  | 6 | 6  | 32:28 | 27     |                                                                 |
| 10. | Saltillo Soccer            | 19 | 7  | 6 | 6  | 27:26 | 27     |                                                                 |
| 11. | Cruz Azul Hidalgo          | 19 | 6  | 6 | 7  | 22:27 | 24     |                                                                 |
| 12. | Tigres Juárez              | 19 | 7  | 2 | 10 | 31:37 | 23     |                                                                 |
| 13. | Real San Luis              | 19 | 5  | 6 | 8  | 23:27 | 21     |                                                                 |
| 14. | UAT Correcaminos           | 19 | 6  | 3 | 10 | 30:36 | 21     |                                                                 |
| 15. | CD Zacatepec               | 19 | 4  | 8 | 7  | 32:32 | 20     |                                                                 |
| 16. | Lobos UAP                  | 19 | 4  | 7 | 8  | 20:28 | 19     |                                                                 |
| 17. | Alacranes de Durango       | 19 | 5  | 4 | 10 | 28:44 | 19     |                                                                 |
| 18. | Atlético Mexiquense        | 19 | 4  | 4 | 11 | 18:31 | 16     |                                                                 |
| 19. | Halcones de Querétaro      | 19 | 3  | 6 | 10 | 25:44 | 15     | Klassenerhalt durch Übernahme der Lizenz von Jaguares de Colima |
| 20. | Ángeles de Puebla          | 19 | 3  | 1 | 15 | 20:41 | 10     |                                                                 |

## Verano 2001
In den Finalspielen des Sommerturniers konnte sich La Piedad mit dem Gesamtergebnis von 7:5 (Hinspiel 3:3, Rückspiel 4:2) gegen den Vorjahresabsteiger Toros Neza durchsetzen.  Im anschließenden Aufstiegsfinale besiegten die Reboceros den Meister des Winterturniers (Aguascalientes) mit dem Gesamtergebnis von 4:2 (0:1 und 4:1) und sicherten sich somit den  Aufstieg in die erste Liga.
|     | Verein                     | Sp | G  | U  | V  | Tore  | Punkte | Anmerkungen                                           |
| --- | -------------------------- | -- | -- | -- | -- | ----- | ------ | ----------------------------------------------------- |
| 01. | CF La Piedad               | 19 | 12 | 4  | 3  | 49:25 | 40     | Aufsteiger in die Primera División                    |
| 02. | CD Veracruz                | 19 | 11 | 4  | 4  | 31:15 | 37     |                                                       |
| 03. | Tigres Juárez              | 19 | 10 | 4  | 5  | 34:22 | 34     | Übertragung der Lizenz auf die Cobras Juárez          |
| 04. | Atlético Mexiquense        | 19 | 8  | 8  | 3  | 29:20 | 32     |                                                       |
| 05. | Gallos de Aguascalientes   | 19 | 8  | 6  | 5  | 35:26 | 30     |                                                       |
| 06. | Toros Neza                 | 19 | 8  | 6  | 5  | 31:27 | 30     |                                                       |
| 07. | UAT Correcaminos           | 19 | 7  | 7  | 5  | 30:27 | 28     |                                                       |
| 08. | Potros Marte               | 19 | 7  | 6  | 6  | 36:37 | 27     | Umzug nach Acapulco und Umbenennung in Potros Pegaso  |
| 09. | Cruz Azul Hidalgo          | 19 | 7  | 5  | 7  | 29:27 | 26     |                                                       |
| 10. | Real San Luis              | 19 | 7  | 5  | 7  | 25:26 | 26     |                                                       |
| 11. | Atlético Yucatán           | 19 | 6  | 6  | 7  | 21:21 | 24     | Verkauf der Lizenz an den wiederbelebten Querétaro FC |
| 12. | Saltillo Soccer            | 19 | 7  | 3  | 9  | 20:27 | 24     | Umbenennung in Tigrillos de Saltillo                  |
| 13. | Alacranes de Durango       | 19 | 4  | 11 | 4  | 25:27 | 23     |                                                       |
| 14. | Nacional Tijuana           | 19 | 6  | 5  | 8  | 22:26 | 23     |                                                       |
| 15. | Real Sociedad de Zacatecas | 19 | 5  | 6  | 8  | 30:42 | 21     |                                                       |
| 16. | Bachilleres de Guadalajara | 19 | 3  | 10 | 6  | 17:20 | 19     |                                                       |
| 17. | Ángeles de Puebla          | 19 | 4  | 7  | 8  | 26:35 | 19     | Verkauf der Lizenz an Atlético Chiapas                |
| 18. | Halcones de Querétaro      | 19 | 4  | 5  | 10 | 21:32 | 17     | Absteiger in die Segunda División                     |
| 19. | Lobos UAP                  | 19 | 3  | 7  | 9  | 18:32 | 16     | Verkauf der Lizenz an den CF Oaxaca                   |
| 20. | CD Zacatepec               | 19 | 4  | 3  | 12 | 21:36 | 15     |                                                       |

## Invierno 2001
In den Finalspielen des Winterturniers 2001 behielt Veracruz mit dem Gesamtergebnis von 4:2 (Hinspiel 2:2, Rückspiel 2:0) gegen San Luis die Oberhand. Durch den Erwerb des Erstligisten Irapuato spielte Veracruz in der Rückrunde der Saison 2001/02  in der ersten Liga, behielt aber auch eine Reservemannschaft in der zweiten Liga, die allerdings häufig überfordert war und mit nur elf Punkten den letzten Platz belegte. Diese Mannschaft wahrte dem Verein – in ihrer Eigenschaft als Hinrundenmeister der Saison 2001/02 – aber das Recht zur Teilnahme an der Relegation gegen den Club León, nachdem die Erstligamannschaft des CD Veracruz nach Tuxtla Gutiérrez transferiert worden war, um dort fortan als Jaguares de Chiapas zu spielen.
|     | Verein                     | Sp | G  | U | V  | Tore  | Punkte | Anmerkungen                                                     |
| --- | -------------------------- | -- | -- | - | -- | ----- | ------ | --------------------------------------------------------------- |
| 01. | Querétaro FC               | 19 | 11 | 4 | 4  | 33:25 | 37     | Lizenzerwerb von Atlético Yucatán                               |
| 02. | UAT Correcaminos           | 19 | 11 | 2 | 6  | 31:25 | 35     |                                                                 |
| 03. | CD Zacatepec               | 19 | 9  | 6 | 4  | 32:19 | 33     |                                                                 |
| 04. | CD Veracruz                | 19 | 8  | 6 | 5  | 25:19 | 30     |                                                                 |
| 05. | Gallos de Aguascalientes   | 19 | 8  | 6 | 5  | 25:20 | 30     |                                                                 |
| 06. | Cruz Azul Hidalgo          | 19 | 7  | 8 | 4  | 27:28 | 29     |                                                                 |
| 07. | Nacional Tijuana           | 19 | 8  | 5 | 6  | 25:24 | 28     |                                                                 |
| 08. | Real San Luis              | 19 | 8  | 5 | 6  | 30:30 | 28     |                                                                 |
| 09. | Atlético Mexiquense        | 19 | 8  | 6 | 5  | 24:24 | 27     |                                                                 |
| 10. | Potros Zitácuaro           | 19 | 7  | 6 | 6  | 19:23 | 27     | Aufsteiger aus der Segunda División                             |
| 11. | Atlético Chiapas           | 19 | 7  | 5 | 7  | 28:28 | 26     | Lizenzerwerb von Ángeles de Puebla                              |
| 12. | Real Sociedad de Zacatecas | 19 | 7  | 4 | 8  | 28:28 | 25     |                                                                 |
| 13. | Alacranes de Durango       | 19 | 6  | 6 | 7  | 29:29 | 24     |                                                                 |
| 14. | Tigrillos Saltillo         | 19 | 6  | 5 | 8  | 30:32 | 23     | vormals Saltillo Soccer                                         |
| 15. | Toros Neza                 | 19 | 6  | 5 | 8  | 27:31 | 23     |                                                                 |
| 16. | Bachilleres de Guadalajara | 19 | 4  | 8 | 7  | 31:27 | 20     |                                                                 |
| 17. | CF Oaxaca                  | 19 | 4  | 7 | 8  | 27:28 | 19     | Lizenzerwerb von Lobos UAP                                      |
| 18. | Tampico-Madero FC          | 19 | 5  | 4 | 10 | 24:30 | 19     | Aufsteiger aus der Segunda División (als Águilas de Tamaulipas) |
| 19. | Potros Pegaso              | 19 | 3  | 8 | 8  | 18:29 | 17     | vormals Potros Marte                                            |
| 20. | Cobras Ciudad Juárez       | 19 | 3  | 6 | 10 | 17:31 | 15     | vormals Tigres Ciudad Juárez                                    |

## Verano 2002
Im Finale des Sommerturniers setzte sich San Luis (nach 1:4 und 3:0) im Elfmeterschießen gegen Tigrillos Saltillo durch. Anschließend gewann San Luis auch das Gesamtsaisonfinale gegen Veracruz (1:1 und 3:1) und schaffte somit den Aufstieg in die erste Liga. Veracruz als Meister des Winterturniers erhielt eine zweite Chance gegen den Club León, der als Tabellenletzter in die Relegation musste. In dieser Auseinandersetzung setzten sich die Tiburones Rojos durch und stiegen als zweite Mannschaft der Saison 2001/02 in die erste Liga auf. Dritter „Aufsteiger“ war der Querétaro FC, der die Lizenz des Erstligisten und Vorjahresaufsteigers CF La Piedad erwarb.
|     | Verein                     | Sp | G  | U | V  | Tore  | Punkte | Anmerkungen                                                   |
| --- | -------------------------- | -- | -- | - | -- | ----- | ------ | ------------------------------------------------------------- |
| 01. | Atlético Mexiquense        | 19 | 11 | 3 | 5  | 36:18 | 36     |                                                               |
| 02. | CD Zacatepec               | 19 | 10 | 5 | 4  | 34:28 | 35     |                                                               |
| 03. | Tampico-Madero FC          | 19 | 10 | 3 | 6  | 34:29 | 33     | Lizenzverkauf an Albinegros de Orizaba                        |
| 04. | Atlético Chiapas           | 19 | 9  | 5 | 5  | 32:28 | 32     | Lizenzverkauf an Atlético Yucatán                             |
| 05. | Real San Luis              | 19 | 9  | 3 | 7  | 33:24 | 30     | Erster Aufsteiger in die Primera División                     |
| 06. | Querétaro FC               | 19 | 8  | 6 | 5  | 31:23 | 30     | Erwerb einer Lizenz zur Teilnahme an der Primera División     |
| 07. | Gallos de Aguascalientes   | 19 | 9  | 3 | 7  | 36:29 | 30     | Lizenzverkauf an CD Tapatío                                   |
| 08. | Toros Neza                 | 19 | 7  | 7 | 5  | 28:25 | 28     | Lizenzverkauf an Gavilanes de Nuevo Laredo                    |
| 09. | UAT Correcaminos           | 19 | 7  | 7 | 5  | 21:19 | 28     |                                                               |
| 10. | CF Oaxaca                  | 19 | 7  | 6 | 6  | 34:33 | 27     | Absteiger in die Segunda División                             |
| 11. | Bachilleres de Guadalajara | 19 | 7  | 4 | 8  | 24:26 | 25     | Lizenzverkauf an den CF Oaxaca, der somit dem Abstieg entgeht |
| 12. | Tigrillos Saltillo         | 19 | 6  | 6 | 7  | 24:24 | 24     |                                                               |
| 13. | Potros Zitácuaro           | 19 | 7  | 3 | 9  | 28:32 | 24     | Umzug nach Mexiko-Stadt und Umbenennung in Potros D.F.        |
| 14. | Cruz Azul Hidalgo          | 19 | 6  | 5 | 8  | 21:24 | 23     |                                                               |
| 15. | Cobras Ciudad Juárez       | 19 | 6  | 5 | 8  | 21:28 | 23     |                                                               |
| 16. | Alacranes de Durango       | 19 | 5  | 8 | 6  | 32:40 | 23     |                                                               |
| 17. | Nacional Tijuana           | 19 | 5  | 7 | 7  | 17:23 | 22     |                                                               |
| 18. | Potros Pegaso              | 19 | 5  | 5 | 9  | 25:35 | 20     | Umbenennung in Club Acapulco                                  |
| 19. | Real Sociedad de Zacatecas | 19 | 4  | 5 | 10 | 22:32 | 17     |                                                               |
| 20. | CD Veracruz                | 19 | 3  | 2 | 14 | 20:33 | 11     | Zweiter Aufsteiger in die Primera División                    |

## Apertura 2002
Nachdem die beiden Finalspiele torlos endeten, setzte sich Irapuato mit 5:4 im Elfmeterschießen gegen La Piedad durch. Anschließend veräußerten die Reboceros de La Piedad ihre Zweitligalizenz an den reaktivierten Celaya FC. Lizenzwechsel bzw. Umzüge von ganzen Franchises gab es in der Winterpause auch an anderen Orten, so dass es in der Saison 2002/03 erstmals zu entsprechenden Veränderungen während einer Saison kam (gelbe Markierungen).
|     | Verein                     | Sp | G  | U  | V  | Tore  | Punkte | Anmerkungen |
| --- | -------------------------- | -- | -- | -- | -- | ----- | ------ | --- |
| 01. | CF La Piedad               | 19 | 10 | 6  | 3  | 36:25 | 36     | Lizenztausch mit dem Querétaro FC, der jetzt in der ersten Liga spielt. Weiterverkauf der Lizenz an den reaktivierten Celaya FC. |
| 02. | CD Irapuato                | 19 | 9  | 8  | 2  | 43:30 | 35     | Rückzug aus der Primera División (ersetzt San Luis)                                                                              |
| 03. | CD Tapatío                 | 19 | 7  | 10 | 2  | 30:17 | 31     | Lizenzerwerb von Gallos de Aguascalientes                                                                                        |
| 04. | CD Zacatepec               | 19 | 8  | 6  | 5  | 36:27 | 30     | |
| 05. | Club Acapulco              | 19 | 8  | 6  | 5  | 28:19 | 30     | Übernahme bzw. Umbenennung von Potros Pegaso                                                                                     |
| 06. | Alacranes de Durango       | 19 | 8  | 6  | 5  | 30:31 | 30     | |
| 07. | CF Oaxaca                  | 19 | 8  | 5  | 6  | 32:38 | 29     | Vermeidung des Abstiegs durch Lizenzerwerb von Bachilleres                                                                       |
| 08. | Atlético Yucatán           | 19 | 7  | 7  | 5  | 29:22 | 28     | Lizenzerwerb von Atlético Chiapas                                                                                                |
| 09. | UAT Correcaminos           | 19 | 6  | 10 | 3  | 23:17 | 28     | |
| 10. | Cobras Ciudad Juárez       | 19 | 8  | 4  | 7  | 30:28 | 28     | |
| 11. | Real Sociedad de Zacatecas | 19 | 8  | 3  | 8  | 34:29 | 27     | |
| 12. | Deportivo Cihuatlán        | 19 | 6  | 8  | 5  | 35:27 | 26     | Aufsteiger aus der Segunda División                                                                                              |
| 13. | Club León                  | 19 | 6  | 8  | 5  | 23:23 | 26     | Absteiger aus der Primera División (ersetzt Veracruz)                                                                            |
| 14. | Nacional Tijuana           | 19 | 5  | 8  | 6  | 31:30 | 23     | |
| 15. | Tigrillos Saltillo         | 19 | 5  | 8  | 6  | 28:33 | 23     | |
| 16. | Cruz Azul Hidalgo          | 19 | 2  | 9  | 8  | 19:30 | 15     | |
| 17. | Potros D.F.                | 19 | 2  | 9  | 8  | 24:37 | 15     | Umzug und Umbenennung der Potros Zitácuaro, ab 2003 Club Tapachula                                                               |
| 18. | Albinegros de Orizaba      | 19 | 2  | 9  | 8  | 23:36 | 15     | Lizenzerwerb des Tampico-Madero FC und Weiterverkauf an Lagartos de Tabasco                                                      |
| 19. | Atlético Mexiquense        | 19 | 3  | 6  | 10 | 18:32 | 15     | |
| 20. | Gavilanes de Nuevo Laredo  | 19 | 1  | 6  | 12 | 17:38 | 9      | Lizenzerwerb der Toros Neza und Rückzug in der Winterpause                                                                       |

## Clausura 2003
In den Finalspielen des Sommerturniers konnte sich León mit dem Gesamtergebnis von 3:2 (Hinspiel 1:1, Rückspiel 2:1) gegen den CD Tapatío durchsetzen. Im anschließenden Aufstiegsfinale unterlag León gegen seinen Erzrivalen Irapuato mit 1:2 und 0:1 und musste diesem daher den Aufstieg in die erste Liga überlassen.
|     | Verein                     | Sp | G  | U | V  | Tore  | Punkte | Anmerkungen                                            |
| --- | -------------------------- | -- | -- | - | -- | ----- | ------ | ------------------------------------------------------ |
| 01. | Club León                  | 18 | 12 | 4 | 2  | 37:19 | 40     |                                                        |
| 02. | Deportivo Cihuatlán        | 18 | 12 | 3 | 3  | 42:17 | 39     | Lizenzverkauf an Dorados de Sinaloa                    |
| 03. | CD Tapatío                 | 18 | 11 | 2 | 5  | 26:19 | 35     |                                                        |
| 04. | UAT Correcaminos           | 18 | 10 | 3 | 5  | 32:28 | 33     |                                                        |
| 05. | CD Zacatepec               | 18 | 8  | 7 | 3  | 31:21 | 31     |                                                        |
| 06. | CD Irapuato                | 18 | 9  | 4 | 5  | 31:24 | 31     | Aufsteiger in die Primera División                     |
| 07. | Celaya FC                  | 18 | 7  | 6 | 5  | 32:25 | 27     | Lizenzerwerb vom CF La Piedad                          |
| 08. | Lagartos de Tabasco        | 18 | 7  | 5 | 6  | 23:23 | 26     | Lizenzerwerb von Albinegros de Orizaba                 |
| 09. | Real Sociedad de Zacatecas | 18 | 7  | 5 | 6  | 23:27 | 26     | Lizenzverkauf an Estudiantes de Altamira               |
| 10. | CF Oaxaca                  | 18 | 7  | 4 | 7  | 24:28 | 25     | Lizenzverkauf an Guerreros de Tlaxcala                 |
| 11. | Atlético Mexiquense        | 18 | 6  | 4 | 8  | 24:20 | 22     |                                                        |
| 12. | Atlético Yucatán           | 18 | 5  | 7 | 6  | 23:20 | 22     | Lizenzverkauf an Inter Riviera Maya                    |
| 13. | Alacranes de Durango       | 18 | 5  | 7 | 6  | 23:26 | 22     |                                                        |
| 14. | Cruz Azul Hidalgo          | 18 | 5  | 3 | 10 | 23:26 | 18     | Umzug und Umbenennung in Cruz Azul Oaxaca              |
| 15. | Tigrillos Saltillo         | 18 | 4  | 4 | 10 | 23:31 | 16     | Umzug und Umbenennung in Tigrillos Coapa               |
| 16. | Nacional Tijuana           | 18 | 3  | 6 | 9  | 26:38 | 15     | Lizenzverkauf an den Mérida FC                         |
| 17. | Club Acapulco              | 18 | 4  | 3 | 11 | 22:36 | 15     |                                                        |
| 18. | Club Tapachula             | 18 | 3  | 6 | 9  | 17:35 | 15     | vormals Potros D.F., Absteiger in die Segunda División |
| 19. | Cobras Ciudad Juárez       | 18 | 3  | 3 | 12 | 14:33 | 12     |                                                        |

## Apertura 2003
In den torreichen Finalspielen des Winterturniers 2003, das in der Saison 2003/04 erstmals als Apertura bezeichnet wurde, setzten sich die erst vor Saisonbeginn neu gegründeten Dorados de Sinaloa mit dem Gesamtergebnis von 7:6 (Hinspiel 2:3, Rückspiel 5:3) gegen die Cobras Ciudad Juárez durch. Zu Lizenzwechseln während der Saison kam es diesmal zwar nicht, doch nachdem die Mannschaft von Zacatepec im Halbfinale gegen die Cobras gescheitert war, kam es zu einem Zerwürfnis mit den Fans. Daraufhin wurde die Mannschaft nach Cuernavaca verpflanzt, wo sie in der Rückrunde unter der Bezeichnung Leones de Morelos antrat.
|     | Verein                    | Sp | G  | U | V  | Tore  | Punkte | Anmerkungen |
| --- | ------------------------- | -- | -- | - | -- | ----- | ------ | --- |
| 01. | CD Zacatepec              | 19 | 12 | 4 | 3  | 38:21 | 40     | Umzug nach Cuernavaca als Leones de Morelos                                                                              |
| 02. | Dorados de Sinaloa        | 19 | 10 | 6 | 3  | 43:28 | 36     | Lizenzerwerb von Deportivo Cihuatlán                                                                                     |
| 03. | Celaya FC                 | 19 | 11 | 3 | 5  | 38:24 | 36     | |
| 04. | Cobras Ciudad Juárez      | 19 | 12 | 0 | 7  | 36:25 | 36     | |
| 05. | Lagartos de Tabasco       | 19 | 10 | 6 | 3  | 35:25 | 36     | |
| 06. | Delfines de Coatzacoalcos | 19 | 9  | 7 | 3  | 26:16 | 34     | Aufsteiger aus der Segunda División                                                                                      |
| 07. | UAT Correcaminos          | 19 | 8  | 5 | 6  | 35:25 | 29     | |
| 08. | Tigrillos Coapa           | 19 | 7  | 8 | 4  | 29:22 | 28     | Umzug und Umbenennung der Tigrillos Saltillo                                                                             |
| 09. | Atlético Mexiquense       | 19 | 8  | 4 | 7  | 32:31 | 28     | |
| 10. | Cruz Azul Oaxaca          | 19 | 8  | 2 | 9  | 36:32 | 26     | Umzug und Umbenennung von Cruz Azul Hidalgo                                                                              |
| 11. | Alacranes de Durango      | 19 | 7  | 5 | 7  | 37:33 | 26     | |
| 12. | Mérida FC                 | 19 | 6  | 6 | 7  | 29:32 | 24     | Lizenzerwerb von Nacional Tijuana                                                                                        |
| 13. | Club Acapulco             | 19 | 7  | 5 | 7  | 26:24 | 23     | |
| 14. | Estudiantes de Altamira   | 19 | 6  | 3 | 10 | 25:29 | 21     | Lizenzerwerb von Real Sociedad de Zacatecas                                                                              |
| 15. | Club León                 | 19 | 6  | 4 | 9  | 36:37 | 20     | |
| 16. | Trotamundos Tijuana       | 19 | 5  | 5 | 9  | 20:27 | 20     | Lizenzerwerb der Colibríes und Umzug in der Winterpause nach Salamanca, wo man fortan als Trotamundos Salamanca spielte. |
| 17. | CD Tapatío                | 19 | 4  | 4 | 11 | 21:37 | 16     | |
| 18. | Guerreros de Tlaxcala     | 19 | 2  | 8 | 9  | 19:36 | 14     | Lizenzerwerb des CF Oaxaca                                                                                               |
| 19. | Jaguares de Tapachula     | 19 | 3  | 3 | 13 | 21:39 | 12     | Nachfolger für die Gavilanes, um wieder 20 Mannschaften in der Liga zu haben                                             |
| 20. | Inter Riviera Maya        | 19 | 2  | 6 | 11 | 19:41 | 12     | Lizenzerwerb von Atlético Yucatán                                                                                        |

## Clausura 2004
In den Finalspielen des Sommerturniers konnte sich León mit dem Gesamtergebnis von 2:1 (Hinspiel 1:0, Rückspiel 1:1) gegen die Dorados de Sinaloa durchsetzen. Im anschließenden Gesamtsaison- und Aufstiegsfinale standen sich dieselben Mannschaften gegenüber. Diesmal unterlag León mit dem Gesamtergebnis von 3:4 (Hinspiel 2:2, Rückspiel 1:2) und
musste den Aufstieg in die erste Liga daher den Dorados überlassen.
|     | Verein                    | Sp | G  | U | V  | Tore  | Punkte | Anmerkungen |
| --- | ------------------------- | -- | -- | - | -- | ----- | ------ | --- |
| 01. | Club León                 | 19 | 12 | 3 | 4  | 42:29 | 39     | |
| 02. | Dorados de Sinaloa        | 19 | 10 | 6 | 3  | 32:17 | 36     | Aufsteiger in die Primera División                                                                                             |
| 03. | Lagartos de Tabasco       | 19 | 9  | 7 | 3  | 42:27 | 34     | |
| 04. | Celaya FC                 | 19 | 9  | 6 | 4  | 36:27 | 33     | |
| 05. | Mérida FC                 | 19 | 8  | 5 | 6  | 34:29 | 29     | |
| 06. | Leones de Morelos         | 19 | 8  | 4 | 7  | 43:35 | 28     | vormals Zacatepec und Lizenzverkauf an den Querétaro FC                                                                        |
| 07. | Atlético Mexiquense       | 19 | 7  | 7 | 5  | 28:24 | 28     | |
| 07. | Tigrillos Coapa           | 19 | 7  | 7 | 5  | 28:24 | 28     | Umzug und Umbenennung in Tigres Broncos                                                                                        |
| 09. | Cruz Azul Oaxaca          | 19 | 7  | 7 | 5  | 21:25 | 28     | |
| 10. | Inter Riviera Maya        | 19 | 8  | 3 | 8  | 23:30 | 27     | Lizenzverkauf an Huracanes de Colima                                                                                           |
| 11. | Estudiantes de Altamira   | 19 | 7  | 5 | 7  | 24:21 | 26     | |
| 12. | Cobras Ciudad Juárez      | 19 | 7  | 4 | 8  | 25:24 | 25     | |
| 13. | Jaguares de Tapachula     | 19 | 7  | 3 | 9  | 24:26 | 24     | Absteiger in die Segunda División                                                                                              |
| 14. | Delfines de Coatzacoalcos | 19 | 6  | 5 | 8  | 32:37 | 23     | |
| 15. | Trotamundos Salamanca     | 19 | 5  | 6 | 8  | 30:37 | 21     | Umzug der Trotamundos nach Salamanca und Absteiger in die Segunda División durch Niederlage in der Relegation gegen Lobos BUAP |
| 16. | UAT Correcaminos          | 19 | 6  | 3 | 10 | 18:31 | 21     | |
| 17. | Guerreros de Tlaxcala     | 19 | 6  | 2 | 11 | 29:34 | 20     | Lizenzverkauf an Pioneros de Ciudad Obregon                                                                                    |
| 18. | CD Tapatío                | 19 | 5  | 4 | 10 | 20:27 | 19     | Umzug und Umbenennung in Chivas La Piedad                                                                                      |
| 19. | Club Acapulco             | 19 | 5  | 2 | 12 | 24:41 | 17     | Lizenzverkauf an Potros Neza                                                                                                   |
| 20. | Alacranes de Durango      | 19 | 3  | 7 | 9  | 21:31 | 16     | |

## Apertura 2004
In den Finalspielen des Winterturniers 2004 setzte sich der Erstliga-Absteiger San Luis mit dem Gesamtergebnis von 3:2 (Hinspiel 0:1, Rückspiel 3:1) gegen Atlético Mexiquense durch.
|     | Verein                    | Sp | G  | U  | V  | Tore  | Punkte | Anmerkungen                                    |
| --- | ------------------------- | -- | -- | -- | -- | ----- | ------ | ---------------------------------------------- |
| 01. | Real San Luis             | 19 | 10 | 4  | 5  | 46:25 | 34     | Absteiger aus der Primera División             |
| 02. | Atlético Mexiquense       | 19 | 9  | 5  | 5  | 28:19 | 32     |                                                |
| 03. | Club León                 | 19 | 9  | 5  | 5  | 26:18 | 32     |                                                |
| 04. | Querétaro FC              | 19 | 9  | 5  | 5  | 37:32 | 32     | Lizenzerwerb von Zacatepec (Leones de Morelos) |
| 05. | Tigres Broncos            | 19 | 8  | 6  | 5  | 25:20 | 30     | vormals Tigrillos Coapa                        |
| 06. | Cobras Ciudad Juárez      | 19 | 9  | 3  | 7  | 22:17 | 30     |                                                |
| 07. | UAT Correcaminos          | 19 | 8  | 6  | 5  | 24:24 | 30     |                                                |
| 08. | Lobos de la BUAP          | 19 | 7  | 6  | 6  | 27:26 | 27     | Aufsteiger aus der Segunda División            |
| 09. | Mérida FC                 | 19 | 5  | 11 | 3  | 34:30 | 26     |                                                |
| 10. | Cruz Azul Oaxaca          | 19 | 7  | 5  | 7  | 29:28 | 26     |                                                |
| 11. | Pioneros Ciudad Obregón   | 19 | 7  | 5  | 7  | 24:24 | 26     | Lizenzerwerb von Guerreros de Tlaxcala         |
| 12. | Celaya FC                 | 19 | 6  | 8  | 5  | 23:24 | 26     |                                                |
| 13. | Alacranes de Durango      | 19 | 5  | 9  | 5  | 27:25 | 24     |                                                |
| 14. | Huracanes de Colima       | 19 | 6  | 6  | 7  | 21:25 | 24     | Lizenzerwerb von Inter Riviera Maya            |
| 15. | Lagartos de Tabasco       | 19 | 5  | 7  | 7  | 25:39 | 22     |                                                |
| 16. | Pachuca Juniors           | 19 | 5  | 6  | 8  | 26:25 | 21     | Aufsteiger aus der Segunda División            |
| 17. | Delfines de Coatzacoalcos | 19 | 5  | 4  | 10 | 24:32 | 19     |                                                |
| 18. | Potros Neza               | 19 | 5  | 4  | 10 | 21:30 | 19     | Lizenzerwerb vom Club Acapulco                 |
| 19. | Chivas La Piedad          | 19 | 4  | 5  | 10 | 28:41 | 17     | vormals CD Tapatío                             |
| 20. | Estudiantes de Altamira   | 19 | 3  | 6  | 10 | 19:32 | 15     |                                                |

## Clausura 2005
In den Finalspielen des Sommerturniers konnte sich Querétaro mit dem Gesamtergebnis von 3:2 (Hinspiel 2:1, Rückspiel 1:1) gegen León durchsetzen. Im anschließenden Gesamtsaison- und Aufstiegsfinale unterlagen die Gallos Blancos dann mit demselben Gesamtergebnis (Hinspiel 2:1, Rückspiel 0:2 n. V.) dem Meister des Sommerturniers, San Luis, dem somit der unmittelbare Wiederaufstieg in die erste Liga gelang.
|     | Verein                    | Sp | G  | U | V  | Tore  | Punkte | Anmerkungen                              |
| --- | ------------------------- | -- | -- | - | -- | ----- | ------ | ---------------------------------------- |
| 01. | Cruz Azul Oaxaca          | 19 | 10 | 5 | 4  | 42:29 | 35     |                                          |
| 02. | Huracanes de Colima       | 19 | 10 | 4 | 5  | 34:21 | 34     | Lizenzverkauf an Águilas Riviera Maya    |
| 03. | Real San Luis             | 19 | 9  | 6 | 4  | 33:21 | 33     | Aufsteiger in die Primera División       |
| 04. | Pachuca Juniors           | 19 | 10 | 3 | 6  | 25:23 | 33     | Lizenzverkauf an Indios de Ciudad Juárez |
| 05. | Club León                 | 19 | 10 | 2 | 7  | 34:25 | 32     |                                          |
| 06. | Celaya FC                 | 19 | 9  | 5 | 5  | 26:23 | 32     | Lizenzverkauf an Petroleros de Salamanca |
| 07. | Delfines de Coatzacoalcos | 19 | 8  | 5 | 6  | 29:23 | 29     |                                          |
| 08. | Tigres Broncos            | 19 | 9  | 2 | 8  | 36:40 | 29     | Lizenzverkauf an Rayados Monterrey 1A1   |
| 09. | Potros Neza               | 19 | 8  | 4 | 7  | 29:27 | 28     | Lizenzverkauf an Tampico-Madero FC       |
| 10. | Alacranes de Durango      | 19 | 8  | 4 | 7  | 22:22 | 28     |                                          |
| 11. | Querétaro FC              | 19 | 7  | 5 | 7  | 28:25 | 26     |                                          |
| 12. | Cobras Ciudad Juárez      | 19 | 5  | 9 | 5  | 26:25 | 24     | Lizenzverkauf an Tigres Mochis2          |
| 13. | Pioneros Ciudad Obregón   | 19 | 6  | 6 | 7  | 25:28 | 24     | Lizenzverkauf an Tijuana Gallos Caliente |
| 14. | Mérida FC                 | 19 | 6  | 5 | 8  | 32:32 | 23     | Lizenzverkauf an den CD Irapuato         |
| 15. | Lobos de la BUAP          | 19 | 5  | 6 | 8  | 24:27 | 21     |                                          |
| 16. | Atlético Mexiquense       | 19 | 5  | 4 | 10 | 24:33 | 19     |                                          |
| 17. | UAT Correcaminos          | 19 | 5  | 3 | 11 | 29:43 | 18     |                                          |
| 18. | Estudiantes de Altamira   | 19 | 3  | 8 | 8  | 20:26 | 17     | Absteiger in die Segunda División        |
| 19. | Lagartos de Tabasco       | 19 | 3  | 8 | 8  | 27:34 | 17     |                                          |
| 20. | Chivas La Piedad          | 19 | 3  | 8 | 8  | 14:32 | 17     | Umzug und Umbenennung in Chivas Coras    |

1 Das bisherige Farmteam der UANL Tigres ging zum Saisonende in den Besitz des Stadtrivalen CF Monterrey über und wurde fortan dessen Farmteam.

2 Neues Farmteam der UANL Tigres

## Apertura 2005
In den Finalspielen des Winterturniers 2005 setzte sich der Erstliga-Absteiger Puebla mit dem Gesamtergebnis von 2:1 (Hinspiel 1:1, Rückspiel 1:0) gegen Cruz Azul Oaxaca durch.
|     | Verein                    | Sp | G  | U | V  | Tore  | Punkte | Anmerkungen                                                                   |
| --- | ------------------------- | -- | -- | - | -- | ----- | ------ | ----------------------------------------------------------------------------- |
| 01. | UAT Correcaminos          | 19 | 12 | 4 | 3  | 38:20 | 40     |                                                                               |
| 02. | Cruz Azul Oaxaca          | 19 | 10 | 3 | 6  | 34:24 | 33     |                                                                               |
| 03. | Puebla FC                 | 19 | 10 | 3 | 6  | 29:22 | 33     | Absteiger aus der Primera División                                            |
| 04. | Querétaro FC              | 19 | 10 | 3 | 6  | 23:17 | 33     |                                                                               |
| 05. | Coyotes de Sonora         | 19 | 10 | 2 | 7  | 35:25 | 32     | Aufsteiger aus der Segunda División (als Académicos)                          |
| 06. | Indios de Ciudad Juárez   | 19 | 10 | 2 | 7  | 29:26 | 32     | Lizenzerwerb von Pachuca Juniors                                              |
| 07. | Chivas Coras              | 19 | 9  | 3 | 7  | 27:25 | 30     | Umzug und Umbenennung von Chivas La Piedad                                    |
| 08. | Tigres Los Mochis         | 19 | 8  | 3 | 8  | 32:29 | 27     | Lizenzerwerb von Cobras Ciudad Juárez                                         |
| 09. | Alacranes de Durango      | 19 | 6  | 8 | 5  | 25:25 | 26     |                                                                               |
| 10. | Tampico-Madero FC         | 19 | 7  | 5 | 7  | 21:27 | 26     | Lizenzerwerb von Potros Neza                                                  |
| 11. | Club León                 | 19 | 6  | 7 | 6  | 30:28 | 25     |                                                                               |
| 12. | Lagartos de Tabasco       | 19 | 7  | 4 | 8  | 21:32 | 25     |                                                                               |
| 13. | Club Tijuana 1            | 19 | 5  | 8 | 6  | 26:26 | 23     | Lizenzerwerb von Pioneros Ciudad Obregon und Umwandlung in Dorados de Tijuana |
| 14. | Petroleros de Salamanca   | 19 | 6  | 5 | 8  | 21:28 | 23     | Lizenzerwerb vom Celaya FC                                                    |
| 15. | Delfines de Coatzacoalcos | 19 | 6  | 4 | 9  | 26:29 | 22     |                                                                               |
| 16. | Atlético Mexiquense       | 19 | 4  | 7 | 8  | 22:24 | 19     |                                                                               |
| 17. | Rayados Monterrey 1A      | 19 | 5  | 4 | 10 | 32:35 | 19     | Lizenzerwerb von Tigres Broncos                                               |
| 18. | Lobos de la BUAP          | 19 | 5  | 4 | 10 | 24:37 | 19     |                                                                               |
| 19. | CD Irapuato               | 19 | 3  | 9 | 7  | 30:37 | 18     | Lizenzerwerb vom Mérida FC                                                    |
| 20. | Águilas Riviera Maya      | 19 | 4  | 6 | 9  | 15:24 | 18     | Lizenzerwerb von Huracanes de Colima, Weiterverkauf an CD Zacatepec           |

1 Nicht zu verwechseln mit dem erst 2007 gegründeten Club Tijuana mit dem Zusatz Xoloitzcuintles de Caliente

## Clausura 2006
In den Finalspielen des Sommerturniers setzte sich Querétaro im Elfmeterschießen gegen die Indios Ciudad Juárez durch, nachdem beide Mannschaften zuvor ihr Heimspiel jeweils mit 2:1 gewonnen hatten. Im anschließenden Gesamtsaison- und Aufstiegsfinale gewannen die Gallos Blancos dann mit dem Gesamtergebnis von 5:1 (Hinspiel 3:0, Rückspiel 2:1) gegen den Vorjahresabsteiger Puebla FC und schafften somit nach zweijähriger Abstinenz die Rückkehr in die erste Liga.
|     | Verein                    | Sp | G  | U | V  | Tore  | Punkte | Anmerkungen                                                              |
| --- | ------------------------- | -- | -- | - | -- | ----- | ------ | ------------------------------------------------------------------------ |
| 01. | UAT Correcaminos          | 19 | 10 | 5 | 4  | 31:23 | 35     |                                                                          |
| 02. | Querétaro FC              | 19 | 9  | 7 | 3  | 26:18 | 34     | Aufsteiger in die Primera División                                       |
| 03. | Chivas Coras              | 19 | 9  | 5 | 5  | 19:14 | 32     | Umzug und Rückbenennung in CD Tapatío                                    |
| 04. | Cruz Azul Oaxaca          | 19 | 8  | 7 | 4  | 27:21 | 31     | Umzug und Rückbenennung in Cruz Azul Hidalgo                             |
| 05. | Indios de Ciudad Juárez   | 19 | 8  | 6 | 5  | 29:17 | 30     |                                                                          |
| 06. | Club León                 | 19 | 8  | 6 | 5  | 32:24 | 30     |                                                                          |
| 07. | Petroleros de Salamanca   | 19 | 8  | 6 | 5  | 22:18 | 30     |                                                                          |
| 08. | Tampico-Madero FC         | 19 | 9  | 2 | 8  | 28:20 | 29     |                                                                          |
| 09. | Rayados Monterrey 1A      | 19 | 8  | 5 | 6  | 29:22 | 29     |                                                                          |
| 10. | Atlético Mexiquense       | 19 | 8  | 3 | 8  | 27:27 | 27     |                                                                          |
| 11. | Lobos de la BUAP          | 19 | 8  | 3 | 8  | 28:30 | 27     |                                                                          |
| 12. | Alacranes de Durango      | 19 | 6  | 8 | 5  | 22:22 | 26     |                                                                          |
| 13. | Lagartos de Tabasco       | 19 | 8  | 2 | 9  | 22:23 | 26     | Lizenzverkauf an Tiburones Rojos de Coatzacoalcos 1                      |
| 14. | CD Zacatepec              | 19 | 6  | 6 | 7  | 23:23 | 24     | Lizenzerwerb von Aguilas Riviera Maya                                    |
| 15. | Delfines de Coatzacoalcos | 19 | 6  | 4 | 9  | 22:28 | 22     | Lizenzverkauf an Guerreros de Tabasco 1                                  |
| 16. | Coyotes de Sonora         | 19 | 4  | 7 | 8  | 24:27 | 19     | Rückbenennung in Académicos                                              |
| 17. | Tigres Los Mochis         | 19 | 4  | 7 | 8  | 19:27 | 19     |                                                                          |
| 18. | CD Irapuato               | 19 | 4  | 6 | 9  | 17:28 | 18     | Absteiger in die Segunda División 2                                      |
| 19. | Dorados de Tijuana 3      | 19 | 4  | 4 | 11 | 13:32 | 16     | Lizenzübernahme vom Club Tijuana und Absteiger in die Segunda División 2 |
| 20. | Puebla FC                 | 19 | 3  | 5 | 11 | 16:32 | 14     |                                                                          |

1 Die Lizenzen von Lagartos de Tabasco und Delfines de Coatzacoalcos werden wechselseitig zur Formation eines neuen Franchise in der jeweils anderen Stadt verkauft.
2 Tijuana steigt direkt ab, Irapuato verliert in der Relegation gegen die zweite Mannschaft der Delfines de Coatzacoalcos. Deren Zweitligalizenz wird jedoch ebenso an die Pumas Morelos veräußert wie die der ersten Mannschaft an die Guerreros de Tabasco.
3 Filialteam der Dorados de Sinaloa

## Apertura 2006
Vor der Saison 2006/07 wurde die Liga gründlich reformiert. Gemäß den Vorgaben des mexikanischen Fußballverbandes musste ab sofort jeder Erstligaverein ein Filialteam in der zweiten Liga unterhalten. Zu diesem Zweck wurde die Liga von bisher 20 Mannschaften auf 24 Teilnehmer erweitert (um über diesen Sachverhalt zu informieren, werden die nachstehenden Tabellen um eine Spalte erweitert und darin der jeweilige Hauptverein genannt). Gleichzeitig wurde auch der Spielmodus umgestellt. Traten bisher in einer Halbsaison alle Mannschaften je einmal gegeneinander an, so wurden nunmehr zwei Gruppen mit jeweils zwölf Mannschaften gebildet. Die ersten elf Spiele jeder Halbsaison wurden innerhalb derselben Gruppe absolviert und die weiteren sechs Spiele gegen Mannschaften der anderen Gruppe. Gegen dieselben Mannschaften bestritt man auch die Begegnungen der Rückrunde, so dass man im Laufe der Saison gegen alle Gegner je ein Heim- und Auswärtsspiel bestritt, aber keine Begegnung mit sechs Mannschaften der jeweils anderen Gruppe hatte. Die vier Bestplatzierten beider Gruppen erreichten die im K.-o-System ausgetragene Endrunde.
In den Finalspielen des Winterturniers 2006 standen sich die beiden Staffelsieger Puebla und Petroleros gegenüber und trennten sich zweimal remis: zunächst 1:1 in Puebla und dann 2:2 in Salamanca. Das im Rückspiel zur Ermittlung des Gesamtsiegers erforderliche Elfmeterschießen entschied der Puebla FC schließlich mit 6:5 zu seinen Gunsten.

### Gruppe 1
|     | Verein                  | Sp | G | U | V  | Tore  | Punkte | Hauptverein         | Anmerkungen                                              |
| --- | ----------------------- | -- | - | - | -- | ----- | ------ | ------------------- | -------------------------------------------------------- |
| 01. | Petroleros de Salamanca | 17 | 8 | 7 | 2  | 28:16 | 31     | Jaguares de Chiapas |                                                          |
| 02. | Tijuana Gallos Caliente | 17 | 9 | 4 | 4  | 21:16 | 31     | Querétaro FC        | Neues Franchise, Lizenzverkauf an Celaya FC              |
| 03. | Alacranes de Durango    | 17 | 6 | 9 | 2  | 17:14 | 27     | eigenständig        |                                                          |
| 04. | Club León               | 17 | 8 | 1 | 8  | 26:30 | 25     | eigenständig        |                                                          |
| 05. | Pegaso Real de Colima   | 17 | 6 | 5 | 6  | 20:15 | 23     | Atlante             | Aufsteiger aus der Segunda División (als Pegaso Anáhuac) |
| 06. | Santos Laguna 1A        | 17 | 6 | 5 | 6  | 25:26 | 23     | Santos Laguna       | Neues Franchise                                          |
| 07. | Tecos UAG Zapopan       | 17 | 5 | 5 | 7  | 24:24 | 20     | Tecos UAG           | Neues Franchise                                          |
| 08. | Académicos              | 17 | 5 | 5 | 7  | 21:23 | 20     | Atlas               | Umzug und Umbenennung von Coyotes de Sonora              |
| 09. | CD Tapatío              | 17 | 5 | 5 | 7  | 22:31 | 20     | CD Guadalajara      | vormals Chivas Coras                                     |
| 10. | Dorados de Sinaloa      | 17 | 4 | 7 | 6  | 17:21 | 19     | Necaxa              | Absteiger aus der Primera División                       |
| 11. | Tigres Los Mochis       | 17 | 4 | 4 | 9  | 12:22 | 16     | Tigres UANL         |                                                          |
| 12. | Monarcas Morelia 1A     | 17 | 2 | 2 | 13 | 12:34 | 8      | Tecos UAG           | Neues Franchise                                          |

### Gruppe 2
|     | Verein                        | Sp | G | U | V | Tore  | Punkte | Hauptverein              | Anmerkungen                                                                   |
| --- | ----------------------------- | -- | - | - | - | ----- | ------ | ------------------------ | ----------------------------------------------------------------------------- |
| 01. | Puebla FC                     | 17 | 9 | 6 | 2 | 30:17 | 33     | eigenständig             |                                                                               |
| 02. | Cruz Azul Hidalgo             | 17 | 9 | 6 | 2 | 23:15 | 31     | Cruz Azul                | vormals Cruz Azul Oaxaca                                                      |
| 03. | Indios de Ciudad Juárez       | 17 | 9 | 2 | 6 | 30:21 | 29     | CF Pachuca               |                                                                               |
| 04. | Tiburones Rojos Coatzacoalcos | 17 | 7 | 5 | 5 | 27:22 | 26     | Tiburones Rojos Veracruz | Lizenzerwerb von Lagartos de Tabasco                                          |
| 05. | Lobos de la BUAP              | 17 | 7 | 4 | 6 | 27:26 | 25     | eigenständig             |                                                                               |
| 06. | UAT Correcaminos              | 17 | 7 | 4 | 6 | 24:26 | 25     | eigenständig             |                                                                               |
| 07. | Pumas Morelos                 | 17 | 7 | 2 | 8 | 25:22 | 23     | Pumas UNAM               | Lizenzerwerb des Aufsteigers Delfines de Coatzacoalcos „B“                    |
| 08. | CD Zacatepec                  | 17 | 7 | 1 | 9 | 21:22 | 22     | América                  | Umbenennung in Socio Águila                                                   |
| 09. | Rayados Monterrey 1A          | 17 | 6 | 3 | 8 | 24:27 | 21     | Rayados Monterrey        |                                                                               |
| 10. | Tampico-Madero FC             | 17 | 5 | 5 | 7 | 20:20 | 20     | Real San Luis            |                                                                               |
| 11. | Guerreros de Tabasco          | 17 | 5 | 5 | 7 | 24:26 | 20     | eigenständig             | Lizenzerwerb von Delfines de Coatzacoalcos, Weiterverkauf an Xolos de Tijuana |
| 12. | Atlético Mexiquense           | 17 | 3 | 8 | 6 | 20:24 | 17     | Deportivo Toluca         |                                                                               |

## Clausura 2007
In den Finalspielen des Sommerturniers 2007 setzte sich Absteiger Dorados mit dem Gesamtergebnis von 5:4 (Hinspiel 1:3, Rückspiel 4:1) gegen León durch. Im Gesamtsaison- und Aufstiegsfinale behielt Vorjahresabsteiger Puebla mit dem Gesamtergebnis von 4:3 (Hinspiel 1:1, Rückspiel 3:2) die Oberhand gegen die Dorados und schaffte somit die Rückkehr ins Oberhaus.

### Gruppe 1
|     | Verein                  | Sp | G  | U | V  | Tore  | Punkte | Hauptverein         | Anmerkungen                                                                           |
| --- | ----------------------- | -- | -- | - | -- | ----- | ------ | ------------------- | ------------------------------------------------------------------------------------- |
| 01. | Dorados de Sinaloa      | 17 | 13 | 1 | 3  | 33:10 | 40     | Necaxa              |                                                                                       |
| 02. | Celaya FC               | 17 | 10 | 5 | 2  | 27:13 | 35     | Querétaro FC        | Lizenzerwerb von Tijuana Gallos Caliente, Weiterverkauf an Morelia1                   |
| 03. | Club León               | 17 | 10 | 3 | 4  | 18:16 | 33     | eigenständig        |                                                                                       |
| 04. | Pegaso Real de Colima   | 17 | 8  | 5 | 4  | 30:21 | 29     | Atlante             | Der Zusatz „Pegaso“ wird zum Saisonende abgelegt                                      |
| 05. | Petroleros de Salamanca | 17 | 6  | 9 | 2  | 21:15 | 27     | Jaguares de Chiapas |                                                                                       |
| 06. | Monarcas Morelia 1A     | 17 | 7  | 2 | 8  | 26:31 | 23     | Monarcas Morelia    | Entgeht dem Abstieg durch Lizenzerwerb von Celaya1 / Umbenennung in Monarcas Atlético |
| 07. | CD Tapatío              | 17 | 5  | 5 | 7  | 18:20 | 20     | CD Guadalajara      |                                                                                       |
| 08. | Tigres Los Mochis       | 17 | 4  | 7 | 6  | 15:22 | 19     | Tigres UANL         | Umzug nach Reynosa und Umbenennung in Tigres B                                        |
| 09. | Santos Laguna 1A        | 17 | 4  | 4 | 9  | 22:30 | 16     | Santos Laguna       |                                                                                       |
| 10. | Alacranes de Durango    | 17 | 3  | 6 | 8  | 16:20 | 15     | eigenständig        |                                                                                       |
| 11. | Tecos UAG Zapopan       | 17 | 3  | 5 | 9  | 16:28 | 14     | Tecos UAG           |                                                                                       |
| 12. | Académicos              | 17 | 2  | 4 | 11 | 12:34 | 10     | Atlas               |                                                                                       |

1 Der sportliche Absteiger Monarcas Morelia 1A hält die Klasse durch den Erwerb der Lizenz des Celaya FC, der zuletzt als Farmteam des Erstligaabsteigers Querétaro FC fungierte. Als Absteiger benötigte Querétaro fortan kein Filialteam in der zweiten Liga und verkaufte daher die Lizenz des Celaya FC an den CA Monarcas Morelia, dessen Filialteam abgestiegen war und der aber gemäß den Statuten der FMF weiterhin ein Farmteam in der zweiten Liga benötigte.

### Gruppe 2
|     | Verein                        | Sp | G  | U | V  | Tore  | Punkte | Hauptverein              | Anmerkungen                           |
| --- | ----------------------------- | -- | -- | - | -- | ----- | ------ | ------------------------ | ------------------------------------- |
| 01. | Puebla FC                     | 17 | 11 | 3 | 3  | 42:16 | 36     | eigenständig             | Aufsteiger in die Primera División    |
| 02. | Cruz Azul Hidalgo             | 17 | 11 | 1 | 5  | 34:22 | 34     | Cruz Azul                |                                       |
| 03. | Pumas Morelos                 | 17 | 8  | 5 | 4  | 20:14 | 29     | Pumas UNAM               |                                       |
| 04. | Tiburones Rojos Coatzacoalcos | 17 | 8  | 4 | 5  | 25:21 | 28     | Tiburones Rojos Veracruz |                                       |
| 05. | Socio Águila                  | 17 | 7  | 5 | 5  | 24:21 | 26     | América                  | Lizenzverschiebung des CD Zacatepec   |
| 06. | Xolos de Tijuana              | 17 | 8  | 1 | 8  | 26:30 | 25     | eigenständig             | Lizenzerwerb von Guerreros de Tabasco |
| 07. | Indios de Ciudad Juárez       | 17 | 6  | 5 | 6  | 25:21 | 23     | CF Pachuca               |                                       |
| 08. | Rayados Monterrey 1A          | 17 | 5  | 5 | 7  | 17:22 | 20     | Rayados Monterrey        |                                       |
| 08. | UAT Correcaminos              | 17 | 5  | 3 | 9  | 20:23 | 18     | eigenständig             |                                       |
| 10. | Lobos de la BUAP              | 17 | 5  | 2 | 10 | 23:34 | 17     | eigenständig             |                                       |
| 11. | Tampico-Madero FC             | 17 | 3  | 5 | 9  | 20:30 | 14     | Real San Luis            |                                       |
| 12. | Atlético Mexiquense           | 17 | 3  | 3 | 11 | 12:23 | 12     | Deportivo Toluca         |                                       |

## Apertura 2007
Die in der vergangenen Spielzeit eingeführte Einteilung in zwei Gruppen zu je zwölf Mannschaften wurde auch in der Saison 2007/08 beibehalten. Dabei blieb die Gruppenzugehörigkeit der Mannschaften größtenteils in der Form bestehen, wie sie in der vorherigen Saison vorgenommen worden war. Zehn der zwölf Mannschaften jeder Gruppe fanden sich in derselben wieder. Lediglich die zum Rückrundenstart der Vorsaison neu formierte Mannschaft des Club Tijuana Xoloitzcuintles de Caliente (Xolos de Tijuana) und die B-Mannschaft der UANL Tigres tauschten ihre Plätze. Darüber hinaus wurde der freie Platz des Aufsteigers Puebla in der Gruppe 2 nicht durch den Absteiger Querétaro ersetzt, der der Gruppe 1 zugeordnet wurde, sondern durch den Aufsteiger Pachuca Juniors bzw. in der Realität durch den Erwerber ihrer Zweitligalizenz, Jaguares de Tapachula. Querétaro ersetzte in der Gruppe 1 sein ehemaliges Farmteam Celaya FC, das zur Rettung des ebenfalls der Gruppe 1 zugeteilten Absteigers Monarcas Morelia 1A veräußert worden war.
Der Verkauf des Farmteams Celaya FC durch den Querétaro FC war nicht die einzige Veränderung, die sich diesbezüglich in der Sommerpause ergeben hatte. Der Aufsteiger Puebla FC benötigte gemäß den Vorgaben der FMF nunmehr ein Filialteam und fand es im Stadtrivalen Lobos BUAP. Die Jaguares de Chiapas formten mit den Jaguares de Tapachula ihr eigenes Filialteam und beendeten die Kooperation mit den Petroleros de Salamanca, die das neue Farmteam von San Luis wurden, nachdem dessen Kooperation mit dem Tampico-Madero FC beendet worden war. Atlante fand nach der Trennung von Colima mit León einen neuen Partner.
Mit einem beeindruckenden Gesamtsieg von 7:0 (Hinspiel 3:0, Rückspiel 4:0) setzten sich die Indios in den Finalspielen des Winterturniers 2007 gegen die Dorados durch.

### Gruppe 1
|     | Verein                  | Sp | G  | U | V | Tore  | Punkte | Hauptverein         | Anmerkungen                        |
| --- | ----------------------- | -- | -- | - | - | ----- | ------ | ------------------- | ---------------------------------- |
| 01. | Club León               | 17 | 12 | 4 | 1 | 35:17 | 40     | Atlante (neu)       |                                    |
| 02. | Dorados de Sinaloa      | 17 | 10 | 5 | 2 | 36:18 | 35     | Necaxa              |                                    |
| 03. | Académicos              | 17 | 8  | 5 | 4 | 20:14 | 29     | Atlas               |                                    |
| 04. | Xolos de Tijuana        | 17 | 7  | 3 | 7 | 22:22 | 24     | eigenständig        |                                    |
| 05. | Querétaro FC            | 17 | 5  | 8 | 4 | 32:27 | 23     | eigenständig        | Absteiger aus der Primera División |
| 06. | Real de Colima          | 17 | 6  | 4 | 7 | 28:29 | 22     | eigenständig (neu)  |                                    |
| 07. | CD Tapatío              | 17 | 6  | 4 | 7 | 25:30 | 22     | CD Guadalajara      |                                    |
| 08. | Tecos UAG Zapopan       | 17 | 4  | 5 | 8 | 19:21 | 17     | Tecos UAG           |                                    |
| 09. | Monarcas Atlético       | 17 | 3  | 8 | 6 | 24:27 | 17     | Monarcas Morelia    | vormals Monarcas Morelia 1A        |
| 10. | Petroleros de Salamanca | 17 | 4  | 5 | 8 | 22:31 | 17     | Real San Luis (neu) |                                    |
| 11. | Alacranes de Durango    | 17 | 4  | 4 | 9 | 18:27 | 16     | eigenständig        |                                    |
| 12. | Santos Laguna 1A        | 17 | 3  | 6 | 8 | 22:30 | 15     | Santos Laguna       |                                    |

### Gruppe 2
|     | Verein                           | Sp | G  | U | V  | Tore  | Punkte | Hauptverein              | Anmerkungen                                  |
| --- | -------------------------------- | -- | -- | - | -- | ----- | ------ | ------------------------ | -------------------------------------------- |
| 01. | UAT Correcaminos                 | 17 | 11 | 3 | 3  | 24:14 | 36     | eigenständig             |                                              |
| 02. | Lobos de la BUAP                 | 17 | 9  | 3 | 5  | 24:19 | 30     | Puebla FC (neu)          |                                              |
| 03. | Indios de Ciudad Juárez          | 17 | 9  | 3 | 5  | 26:22 | 30     | CF Pachuca               |                                              |
| 04. | Atlético Mexiquense              | 17 | 8  | 3 | 6  | 29:21 | 27     | Deportivo Toluca         |                                              |
| 05. | Rayados Monterrey 1A             | 17 | 6  | 7 | 4  | 18:16 | 25     | Rayados Monterrey        |                                              |
| 06. | Cruz Azul Hidalgo                | 17 | 6  | 7 | 4  | 20:20 | 25     | Cruz Azul                |                                              |
| 07. | Tampico-Madero FC                | 17 | 7  | 2 | 8  | 35:29 | 23     | eigenständig (neu)       |                                              |
| 08. | Tiburones Rojos de Coatzacoalcos | 17 | 6  | 5 | 6  | 21:24 | 23     | Tiburones Rojos Veracruz |                                              |
| 09. | Tigres B                         | 17 | 4  | 7 | 6  | 16:21 | 19     | Tigres UANL              | vormals Tigres Los Mochis                    |
| 10. | Jaguares de Tapachula            | 17 | 4  | 4 | 9  | 17:29 | 16     | Jaguares de Chiapas      | Lizenzerwerb des Aufsteigers Pachuca Juniors |
| 11. | Pumas Morelos                    | 17 | 2  | 8 | 7  | 16:22 | 14     | Pumas UNAM               |                                              |
| 12. | Socio Águila                     | 17 | 1  | 5 | 11 | 16:35 | 08     | América                  |                                              |

## Clausura 2008
Wie im Hinrundenturnier, so erreichten die Dorados auch im Rückrundenturnier der Saison 2007/08 die Finalspiele. Erneut unterlagen sie, wenngleich diesmal nur knapp mit dem Gesamtergebnis von 2:3 (Hinspiel 2:2, Rückspiel 0:1) gegen León. Im anschließenden Gesamtsaisonfinale setzte sich der Hinrundenmeister Indios mit demselben Gesamtergebnis (Hinspiel 1:0, Rückspiel 2:2) gegen León durch und schaffte somit den erstmaligen Aufstieg in die höchste Spielklasse.

### Gruppe 1
|     | Verein                  | Sp | G  | U | V  | Tore  | Punkte | Hauptverein      | Anmerkungen                                                              |
| --- | ----------------------- | -- | -- | - | -- | ----- | ------ | ---------------- | ------------------------------------------------------------------------ |
| 01. | Dorados de Sinaloa      | 17 | 10 | 5 | 2  | 31:14 | 35     | Necaxa           |                                                                          |
| 02. | Club León               | 17 | 9  | 6 | 2  | 45:23 | 33     | Atlante          |                                                                          |
| 03. | Alacranes de Durango    | 17 | 9  | 4 | 4  | 28:23 | 31     | eigenständig     |                                                                          |
| 04. | Xolos de Tijuana        | 17 | 8  | 3 | 6  | 23:16 | 27     | eigenständig     | Entgeht dem sportlichen Abstieg durch Erweiterung der Liga auf 27 Teams. |
| 05. | Petroleros de Salamanca | 17 | 7  | 3 | 7  | 21:23 | 24     | Real San Luis    |                                                                          |
| 06. | Tecos UAG Zapopan       | 17 | 6  | 4 | 7  | 17:21 | 22     | Tecos UAG        |                                                                          |
| 07. | CD Tapatío              | 17 | 6  | 3 | 8  | 14:21 | 21     | CD Guadalajara   |                                                                          |
| 08. | Monarcas Atlético       | 17 | 4  | 6 | 7  | 21:25 | 18     | Monarcas Morelia | Umzug und Reaktivierung des Mérida FC                                    |
| 09. | Querétaro FC            | 17 | 4  | 6 | 7  | 23:30 | 18     | eigenständig     |                                                                          |
| 10. | Real de Colima          | 17 | 4  | 5 | 8  | 19:26 | 17     | eigenständig     |                                                                          |
| 11. | Académicos              | 17 | 4  | 4 | 9  | 18:27 | 16     | Atlas            |                                                                          |
| 12. | Santos Laguna 1A        | 17 | 3  | 3 | 11 | 16:31 | 12     | Santos Laguna    |                                                                          |

### Gruppe 2
|     | Verein                           | Sp | G | U | V  | Tore  | Punkte | Hauptverein              | Anmerkungen                                     |
| --- | -------------------------------- | -- | - | - | -- | ----- | ------ | ------------------------ | ----------------------------------------------- |
| 01. | Tiburones Rojos de Coatzacoalcos | 17 | 8 | 6 | 3  | 21:18 | 30     | Tiburones Rojos Veracruz |                                                 |
| 02. | Tampico-Madero FC                | 17 | 8 | 5 | 4  | 23:23 | 29     | eigenständig             |                                                 |
| 03. | Tigres B                         | 17 | 7 | 7 | 3  | 22:15 | 28     | Tigres UANL              |                                                 |
| 04. | Cruz Azul Hidalgo                | 17 | 8 | 4 | 5  | 21:15 | 28     | Cruz Azul                |                                                 |
| 05. | Indios de Ciudad Juárez          | 17 | 6 | 8 | 3  | 27:14 | 26     | CF Pachuca               | Aufsteiger in die Primera División              |
| 06. | Lobos de la BUAP                 | 17 | 7 | 4 | 6  | 22:16 | 25     | Puebla FC                |                                                 |
| 07. | Pumas Morelos                    | 17 | 7 | 4 | 6  | 23:26 | 25     | Pumas UNAM               |                                                 |
| 08. | Atlético Mexiquense              | 17 | 6 | 5 | 6  | 17:16 | 23     | Deportivo Toluca         |                                                 |
| 09. | UAT Correcaminos                 | 17 | 5 | 6 | 6  | 23:17 | 21     | eigenständig             |                                                 |
| 10. | Rayados Monterrey 1A             | 17 | 4 | 6 | 7  | 23:28 | 18     | Rayados Monterrey        |                                                 |
| 11. | Socio Águila                     | 17 | 5 | 2 | 10 | 14:26 | 17     | América                  |                                                 |
| 12. | Jaguares de Tapachula            | 17 | 3 | 3 | 11 | 14:32 | 12     | Jaguares de Chiapas      | Umzug und Umbenennung in Jaguares de Chiapas 1A |

## Apertura 2008
Für  die Saison 2008/09 wurden noch einmal tiefgreifende Veränderungen der Ligastruktur vorgenommen. Die Teilnehmerzahl wurde auf 27 erweitert und die Mannschaften auf drei Gruppen mit jeweils neun Teams aufgeteilt. Innerhalb der Gruppen spielte jede Mannschaft zweimal gegen jedes andere Team, je einmal daheim und auswärts. Mit den Mannschaften der anderen Gruppe gab es innerhalb der Punktspielrunde keine Berührung. Für die im K.-o.-System ausgetragene Endrunde qualifizierten sich die jeweils zwei Bestplatzierten und die zwei Gruppendritten mit den meisten Punkten.
In den Finalspielen der Apertura 2008 setzte Querétaro sich mit 0:0 und 2:0 gegen Irapuato durch.

### Gruppe 1
|     | Verein                  | Sp | G  | U | V | Tore  | Punkte | Hauptverein        | Anmerkungen                                           |
| --- | ----------------------- | -- | -- | - | - | ----- | ------ | ------------------ | ----------------------------------------------------- |
| 01. | Club León               | 16 | 10 | 5 | 1 | 21:12 | 35     | eigenständig (neu) |                                                       |
| 02. | Xolos de Tijuana        | 16 | 9  | 5 | 2 | 20:08 | 32     | eigenständig       | Vermeidung des Abstiegs aufgrund Erweiterung der Liga |
| 03. | CD Irapuato             | 16 | 8  | 6 | 2 | 20:06 | 30     | eigenständig       | Lizenzerwerb des Aufsteigers Pachuca Juniors          |
| 04. | CD Tapatío              | 16 | 5  | 4 | 7 | 12:16 | 19     | CD Guadalajara     |                                                       |
| 05. | Tecos UAG Zapopan       | 16 | 4  | 5 | 7 | 17:16 | 17     | Tecos UAG          |                                                       |
| 06. | Académicos              | 16 | 3  | 7 | 6 | 12:14 | 16     | Atlas              |                                                       |
| 07. | Real de Colima          | 16 | 3  | 6 | 7 | 10:18 | 15     | eigenständig       |                                                       |
| 08. | Dorados de Sinaloa      | 16 | 4  | 3 | 9 | 11:21 | 15     | Necaxa             |                                                       |
| 09. | Petroleros de Salamanca | 16 | 2  | 7 | 7 | 10:22 | 13     | Real San Luis      |                                                       |

### Gruppe 2
|     | Verein               | Sp | G  | U | V | Tore  | Punkte | Hauptverein             | Anmerkungen                                                                  |
| --- | -------------------- | -- | -- | - | - | ----- | ------ | ----------------------- | ---------------------------------------------------------------------------- |
| 01. | Querétaro FC         | 16 | 10 | 3 | 3 | 36:20 | 33     | eigenständig            |                                                                              |
| 02. | UAT Correcaminos     | 16 | 9  | 4 | 3 | 21:12 | 31     | eigenständig            |                                                                              |
| 03. | Tigres B             | 16 | 9  | 2 | 5 | 19:12 | 29     | Tigres UANL             |                                                                              |
| 04. | Indios de Chihuahua  | 16 | 6  | 3 | 7 | 25:28 | 21     | Indios de Ciudad Juárez | Neu formiertes Farmteam des Aufsteigers Indios Juárez (aufgrund Erweiterung) |
| 05. | Alacranes de Durango | 16 | 4  | 8 | 4 | 15:16 | 20     | eigenständig            |                                                                              |
| 06. | Socio Águila         | 16 | 5  | 4 | 7 | 13:16 | 19     | América                 |                                                                              |
| 07. | Tampico-Madero FC    | 16 | 4  | 5 | 7 | 25:30 | 17     | eigenständig            |                                                                              |
| 08. | Santos Laguna 1A     | 16 | 4  | 3 | 9 | 18:27 | 15     | Santos Laguna           |                                                                              |
| 09. | Rayados Monterrey 1A | 16 | 2  | 6 | 8 | 19:30 | 12     | Rayados Monterrey       |                                                                              |

### Gruppe 3
|     | Verein                        | Sp | G  | U | V  | Tore  | Punkte | Hauptverein         | Anmerkungen |
| --- | ----------------------------- | -- | -- | - | -- | ----- | ------ | ------------------- | --- |
| 01. | Pumas Morelos                 | 16 | 11 | 2 | 3  | 27:12 | 35     | Pumas UNAM          | |
| 02. | Mérida FC                     | 16 | 10 | 2 | 4  | 22:13 | 32     | Monarcas Morelia    | Neues Farmteam als Nachfolger von Morelia Atlético                                                                                      |
| 03. | Tiburones Rojos Veracruz      | 16 | 8  | 4 | 4  | 25:16 | 28     | eigenständig        | Absteiger aus der Primera División |
| 04. | Cruz Azul Hidalgo             | 16 | 7  | 3 | 6  | 25:15 | 24     | Cruz Azul           | |
| 05. | Lobos de la BUAP              | 16 | 6  | 3 | 7  | 22:30 | 21     | Puebla FC           | |
| 06. | Atlético Mexiquense           | 16 | 5  | 4 | 7  | 19:19 | 19     | Deportivo Toluca    | |
| 07. | Tiburones Rojos Coatzacoalcos | 16 | 4  | 7 | 5  | 14:16 | 19     | CF Pachuca          | Nach dem Abstieg von Veracruz und Aufstieg der Indios neues Farmteam von Pachuca. Im Winter Lizenzübertragung an Albinegros de Orizaba. |
| 08. | Potros Chetumal               | 16 | 1  | 8 | 7  | 15:28 | 11     | Atlante             | Neues Team aufgrund Erweiterung der Liga                                                                                                |
| 09. | Jaguares de Chiapas 1A        | 16 | 1  | 5 | 10 | 12:32 | 8      | Jaguares de Chiapas | Umzug und Umbenennung von Jaguares de Tapachula                                                                                         |

## Clausura 2009
In der Winterpause der Saison 2008/09 wurde die Lizenz der Tiburones Rojos de Coatzacoalcos auf die Albinegros de Orizaba übertragen und eine neue Gruppeneinteilung vorgenommen, wobei in der Regel je drei Mannschaften aus den drei alten Gruppen einer neuen Gruppe zugeteilt wurden.
In den Finalspielen der Clausura 2009 konnte sich Mérida mit 1:0 und 0:0 gegen Tijuana durchsetzen.
In den Aufstiegsfinals behielt der Hinrundenmeister Querétaro (nach 2:1 und 0:1) mit 5:4 im Elfmeterschießen gegen Mérida die Oberhand und schaffte somit die Rückkehr in die erste Liga.
Das Aufstiegsfinalrückspiel im Estadio Carlos Iturralde Rivero von Mérida war nach 15-jährigem Bestehen zugleich das letzte Spiel der Primera División 'A', die ab der folgenden Saison zur Liga de Ascenso umgewandelt und neu strukturiert wurde. Die in der nachstehenden Liste mit Fettdruck hervorgehobenen Vereine bestritten die Eröffnungssaison der neuen Liga.

### Gruppe 1
|     | Verein                  | Sp | G | U | V | Tore  | Punkte | Hauptverein             | Anmerkungen                              |
| --- | ----------------------- | -- | - | - | - | ----- | ------ | ----------------------- | ---------------------------------------- |
| 01. | Mérida FC               | 16 | 9 | 3 | 4 | 25:13 | 30     | Monarcas Morelia        |                                          |
| 02. | Socio Águila            | 16 | 8 | 3 | 5 | 21:18 | 27     | América                 |                                          |
| 03. | Petroleros de Salamanca | 16 | 7 | 4 | 4 | 22:20 | 26     | Real San Luis           |                                          |
| 04. | Potros Chetumal         | 16 | 5 | 6 | 5 | 23:20 | 21     | Atlante                 | Umbenennung in Potros Neza (Atlante UTN) |
| 05. | Querétaro FC            | 16 | 6 | 2 | 8 | 28:25 | 20     | eigenständig            | Aufsteiger in die Primera División       |
| 06. | CD Irapuato             | 16 | 5 | 5 | 6 | 17:23 | 20     | eigenständig            |                                          |
| 07. | Indios de Chihuahua     | 16 | 5 | 5 | 6 | 19:26 | 20     | Indios de Ciudad Juárez |                                          |
| 08. | Santos Laguna 1A        | 16 | 5 | 3 | 8 | 17:20 | 18     | Santos Laguna           |                                          |
| 09. | Real de Colima          | 16 | 3 | 6 | 7 | 16:23 | 15     | eigenständig            |                                          |

### Gruppe 2
|     | Verein                   | Sp | G | U | V | Tore  | Punkte | Hauptverein      | Anmerkungen                    |
| --- | ------------------------ | -- | - | - | - | ----- | ------ | ---------------- | ------------------------------ |
| 01. | Dorados de Sinaloa       | 16 | 8 | 7 | 1 | 30:15 | 31     | Necaxa           |                                |
| 02. | Tiburones Rojos Veracruz | 16 | 8 | 6 | 2 | 27:14 | 30     | eigenständig     |                                |
| 03. | Pumas Morelos            | 16 | 6 | 6 | 4 | 26:15 | 24     | Pumas UNAM       |                                |
| 04. | Club León                | 16 | 6 | 5 | 5 | 21:19 | 23     | eigenständig     |                                |
| 05. | UAT Correcaminos         | 16 | 4 | 8 | 4 | 17:18 | 20     | eigenständig     |                                |
| 06. | Tigres B                 | 16 | 4 | 6 | 6 | 14:23 | 18     | Tigres UANL      |                                |
| 07. | Atlético Mexiquense      | 16 | 4 | 4 | 8 | 12:23 | 16     | Deportivo Toluca |                                |
| 08. | Tampico-Madero FC        | 16 | 3 | 6 | 7 | 18:28 | 15     | eigenständig     |                                |
| 09. | CD Tapatío               | 16 | 2 | 6 | 8 | 16:26 | 12     | CD Guadalajara   | Lizenzverkauf an Leones Negros |

### Gruppe 3
|     | Verein                 | Sp | G | U  | V | Tore  | Punkte | Hauptverein         | Anmerkungen                                         |
| --- | ---------------------- | -- | - | -- | - | ----- | ------ | ------------------- | --------------------------------------------------- |
| 01. | Xolos de Tijuana       | 16 | 9 | 6  | 1 | 28:16 | 33     | eigenständig        |                                                     |
| 02. | Cruz Azul Hidalgo      | 16 | 7 | 6  | 3 | 23:16 | 27     | Cruz Azul           |                                                     |
| 03. | Lobos de la BUAP       | 16 | 6 | 7  | 3 | 25:17 | 25     | Puebla FC           |                                                     |
| 04. | Alacranes de Durango   | 16 | 5 | 10 | 1 | 24:16 | 25     | eigenständig        |                                                     |
| 05. | Albinegros de Orizaba  | 16 | 5 | 5  | 6 | 15:16 | 20     | Puebla FC           | Lizenzübertragung von Tiburones Rojos Coatzacoalcos |
| 06. | Rayados Monterrey 1A   | 16 | 5 | 5  | 6 | 16:18 | 20     | Rayados Monterrey   |                                                     |
| 07. | Jaguares de Chiapas 1A | 16 | 3 | 7  | 6 | 18:21 | 16     | Jaguares de Chiapas | Absteiger in die Segunda División                   |
| 08. | Académicos             | 16 | 1 | 8  | 7 | 15:27 | 11     | Atlas               |                                                     |
| 09. | Tecos UAG Zapopan      | 16 | 1 | 6  | 9 | 08:25 | 09     | Tecos UAG           |                                                     |